# Ortstafel (Deutschland)
Die Ortstafel (umgangssprachlich auch Ortsschild) in Deutschland bezeichnet den Beginn oder das Ende einer Ortschaft und ist meistens an ein- und ausfallenden Straßen des Ortsgebiets aufgestellt. Ortstafeln informieren zum einen über den Ortsnamen, außerdem sind sie als Verkehrszeichen ein wesentlicher Bestandteil des Straßenverkehrsrechts, beispielsweise für den Beginn von Geschwindigkeitsbeschränkungen innerhalb einer geschlossenen Ortschaft. Dementsprechend gilt die Rückseite der Ortstafel als Hinweis darauf, die Beschränkungen wieder aufzuheben. Oftmals beginnt und endet die Unterhaltungslast für eine Straße auch an der Ortsausgangstafel, wichtiger zumindest in Deutschland ist aber allgemein Beginn und Ende der Ortsdurchfahrt, jeweils angezeigt durch den OD-Stein.

## Zeichenarten

### Ortstafeln
Im 19. Jahrhundert wurden in verschiedenen deutschen Staaten amtliche Ortstafeln in den Ortszentren aufgestellt, die neben den Ortsnamen teilweise Angaben zu den zugehörigen Verwaltungs- und Militäreinheiten enthielten. Später begannen Automobilclubs wie der ADAC auf Eigeninitiative hin mit der Aufstellung von Ortstafeln an Ortseingängen.
Die mit der Reichs-Straßenverkehrs-Ordnung vom 28. Mai 1934 erstmals deutschlandweit einheitlich geregelten Tafeln sind heute nach Anlage 3 zu § 42 Abs. 2 StVO die Verkehrszeichen 310 und 311. Sie sind ohne Rücksicht auf Gemeindegrenze und Straßenbaulast dort anzubringen, wo ungeachtet einzelner unbebauter Grundstücke die geschlossene Bebauung auf einer der beiden Seiten der Straße beginnt oder endet.
Ortstafeln geben neben dem Namen der Ortschaft auch Verwaltungszugehörigkeiten wie den Gemeindenamen sowie den Landkreis an. Sie markieren den Beginn der geschlossenen Ortschaft. Oft werden Stadtnamen auf Ortstafeln mit einer Zusatzbezeichnung für die Stadt wie Kreisstadt, Große Kreisstadt, Universitätsstadt, Landeshauptstadt oder im Falle von Bonn Bundesstadt versehen.
Die Ortsausgangstafeln sind seit 1976 in der Bundesrepublik Deutschland (BRD) in zwei Felder unterteilt. Das untere Feld nennt auf gelbem Grund den gerade endenden Ort. Dieser ist mit einer roten, diagonal verlaufenden Linie durchgestrichen. Darüber wird ebenfalls gelb unterlegt, der nächstfolgende Ort mit einer Entfernungsangabe in Kilometer angegeben. Seit damals gab es eine zusätzliche Variante der Ortsausgangstafel. Der nächstfolgende Ort wurde in einem weiß unterlegten Feld angekündigt. Diese Tafeln wurden aufgestellt, wenn der soeben durchfahrene Ort zur selben Gemeinde gehörte wie der darauffolgende. Die entsprechende Formulierung in der Allgemeinen Verwaltungsvorschrift zur StVO gibt es mittlerweile nicht mehr, so dass nun auch Orte, die derselben Gemeinde zugehörig sind, wieder auf gelbem Grund angekündigt werden.
Die typographische Gestaltung wird aus der durch DIN 1451 definierten Schriftfamilie vorgenommen, die in ihrer aktuellen Version 1980 im Verkehrsblatt verkündet und 1981 veröffentlicht wurde.
Die Maße der Ortstafeln sind genormt. Grundsätzlich sind zwei Größen zugelassen: 900 × 600 Millimeter und 1200 × 850 Millimeter. In der Regel werden aus Kostengründen und wegen der geringeren Windanfälligkeit die kleineren Varianten verwendet, die größeren werden beispielsweise an Autobahnabfahrten installiert. Ortstafeln stehen nicht zwangsläufig an den Ortsgrenzen; sie sollen am Anfang bzw. Ende des bebauten Gebietes aufgestellt werden. Manche Orte sind trotz örtlichen Charakters nicht als innerörtlicher Bereich gekennzeichnet.
Die deutschen Ortstafeln modernen Typs haben im Laufe ihrer Geschichte mehrfach ihre typographischen Vorgaben, ihre Größe, Gestaltung und Farbgebung verändert. Da sich das Grundprinzip ihrer Optik jedoch durchgehend erhielt, ist der Wiedererkennungswert über Generationen hinweg stetig gewachsen. Bis in die 1960er Jahre wurden die Tafeln noch häufig von Schildermalern angefertigt und wiesen trotz eindeutiger gesetzlicher Vorgaben oft diverse Abweichungen auf. Dies änderte sich erst mit den immer schneller werdenden modernen Produktionsverfahren. Mit dem beginnenden Einsatz der Computertechnologie zur Herstellung der Verkehrszeichen in den 1970er Jahren wurde eine bis dahin nie erreichte Vereinheitlichung erzielt.

Entwicklung der Ortstafeln im Deutschen Reich
Im Jahr 1912 begannen Automobilclubs wie der ADAC auf Eigeninitiative hin mit der Aufstellung von Ortstafeln
Ortstafel in den 1920er und frühen 1930er Jahren
Bild d 1 Ortstafel (Vorderseite) – die auf 1000 x 650 Millimeter genormte Beispiel-Ortstafel von 1934
Bild d 2 Ortstafel (Rückseite) – Beispieltafel von 1934, Richtung Herford (Entfernung: 11 km), darunter die Fernverkehrsstraßennummern

In der Deutschen Demokratischen Republik (DDR) entwickelte sich das Erscheinungsbild der Ortstafeln mit leicht abweichender Farbgebung und Schriftausprägung optisch fast parallel zur westdeutschen Stilistik, auch wenn diese Neuerungen erst einige Jahre nach den entsprechenden Verordnungen in der Bundesrepublik Deutschland eingeführt wurden. So behielten die ostdeutschen Tafeln auch nach Einführung der westdeutschen Straßenverkehrs-Ordnung im Jahr 1971, die erstmals weitergehende Veränderungen an dem bisherigen Erscheinungsbild vornahm, bis 1977 noch ihr 1964 verordnetes Erscheinungsbild. Das Gleiche lässt sich auch nach Einführung der BRD-Novelle von 1956 beobachten, als in Westdeutschland erstmals eine modernisierte Form der Ortstafel mit abgerundeten Ecken angeordnet wurde.
In der Deutschen Demokratischen Republik vollzogen die Verantwortlichen denselben Schritt erst mit der Straßenverkehrs-Ordnung von 1964. Die in der DDR aufgestellten TGL-Normen (Technische Normen, Gütevorschriften und Lieferbedingungen), die im Sektor der Verkehrszeichen besonders ab den 1960er Jahren wirksam wurden und die DIN-Normen ersetzen sollten, waren wesentlich häufiger Veränderungen unterworfen als die entsprechenden DIN-Normen im Westen. Insbesondere die teilweise relativ raschen Wechsel der optischen Erscheinungsbilder einiger wichtiger Verkehrszeichen und die schnellen Wechsel der TGL-Normschriften ließen Anspruch und Wirklichkeit im Straßenbild oftmals weit auseinanderklaffen. Erst mit der 1978 eingeführten DDR-StVO, bei der erneut die Normschrift verändert wurde, konnte insbesondere bei den Ortstafeln bis 1990 eine tiefgreifende Vereinheitlichung erzielt werden.

Entwicklung der Ortstafeln in der BRD
Bild 37 StVO 1953 (Vorderseite)
Bild 38 StVO 1953 (Rückseite)
Bild 37 StVO 1956 (Vorderseite)
Bild 38 StVO 1956 (Rückseite)
Zeichen 310 StVO 1970 (ab 1971), Vorderseite
Zeichen 311 StVO 1970 (ab 1971), Rückseite
Zeichen 311 StVO 1976 (Rückseite)
Zeichen 311A StVO 1976 (Rückseite)
Zeichen 311-51 StVO 1982 (Rückseite); seit 2017 nicht mehr Teil des Verkehrszeichenkatalogs

Entwicklung der Ortstafeln in der DDR
Bild 53 StVO 1956 (Vorderseite)
Bild 53 a StVO 1956 (Rückseite)
Bild 53 StVO 1964 (Vorderseite)
Bild 53 a StVO 1964 (Rückseite)
Bild 53 StVO 1971 (Vorderseite)
Bild 53 a StVO 1971 (Rückseite)
Bild 314 StVO 1977 (ab 1978), (Vorderseite)
Bild 315 StVO 1977 (ab 1978), (Rückseite)
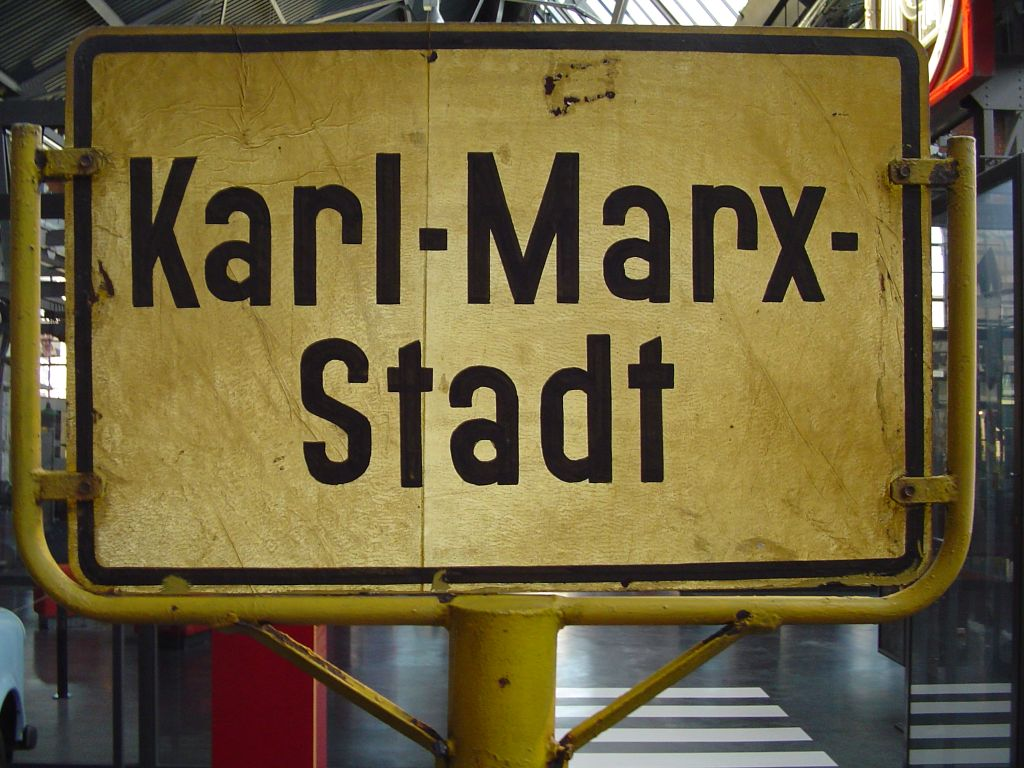
Alte Ortstafel von Karl-Marx-Stadt

Aktuelle Ortstafeln mit ungewöhnlichen Inhalten
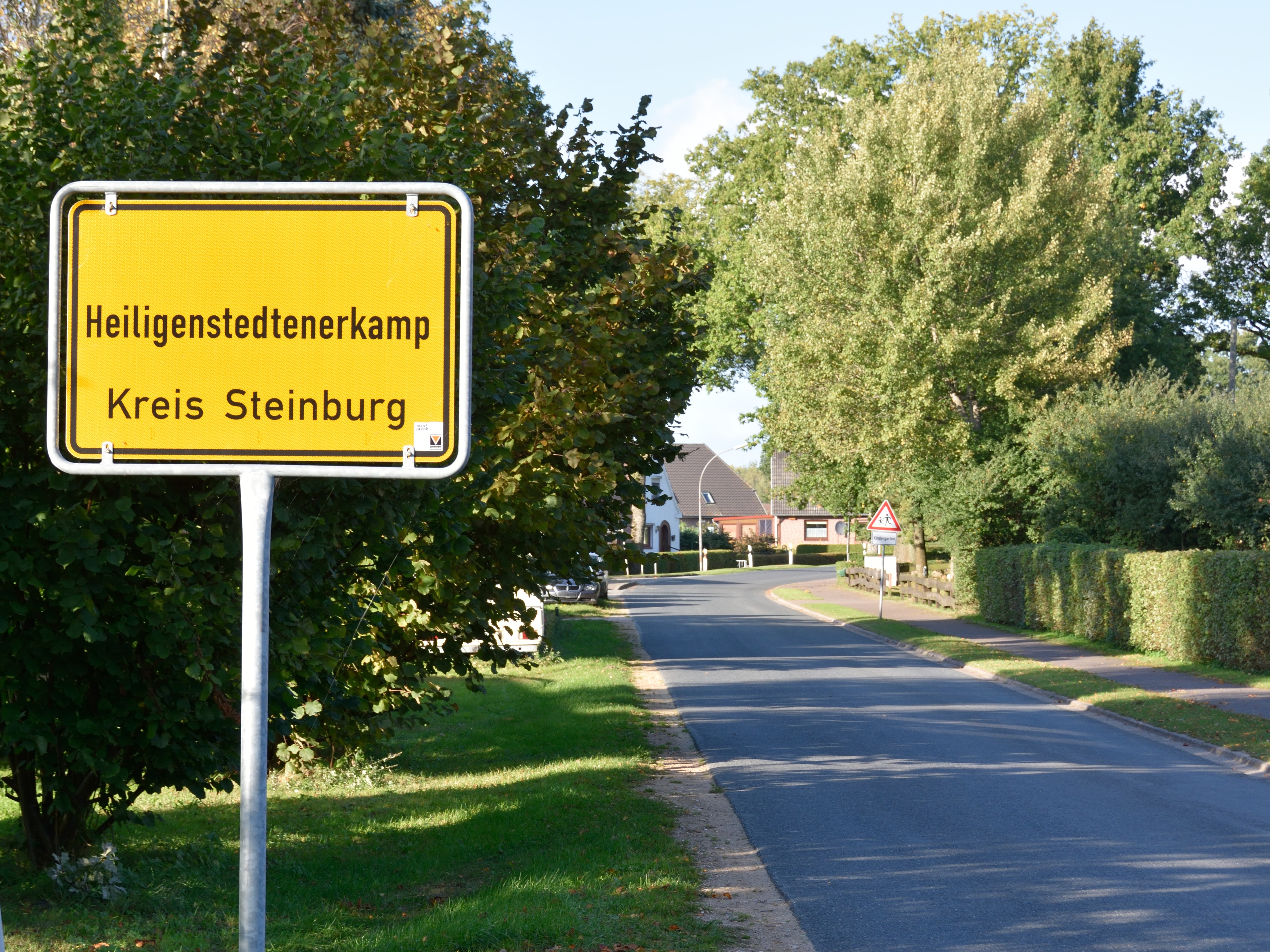
Heiligenstedtenerkamp, die Ortstafel mit dem längsten zusammenhängenden Namen in Deutschland
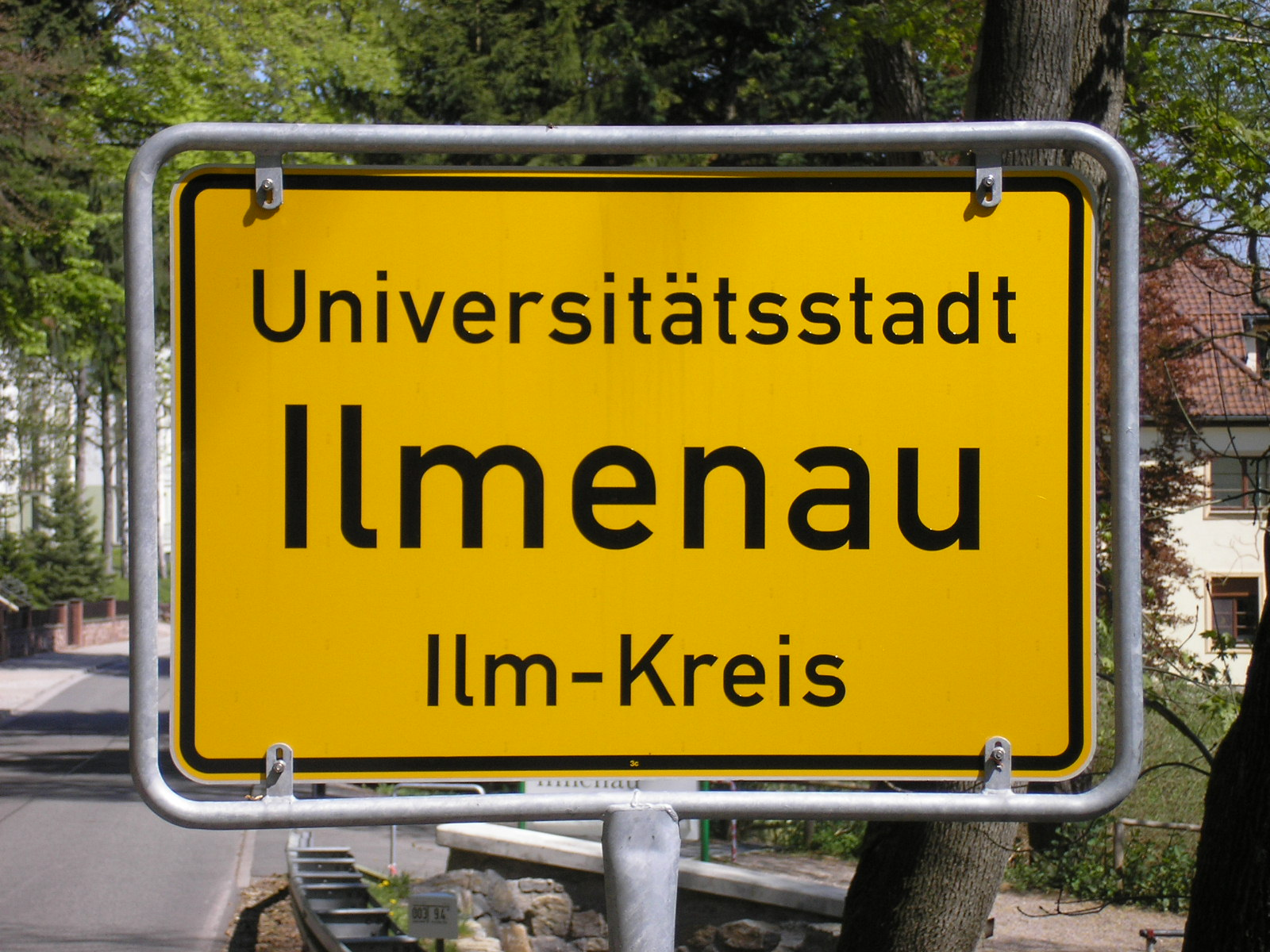
Ilmenau, Ortseingang aus Richtung Neustadt
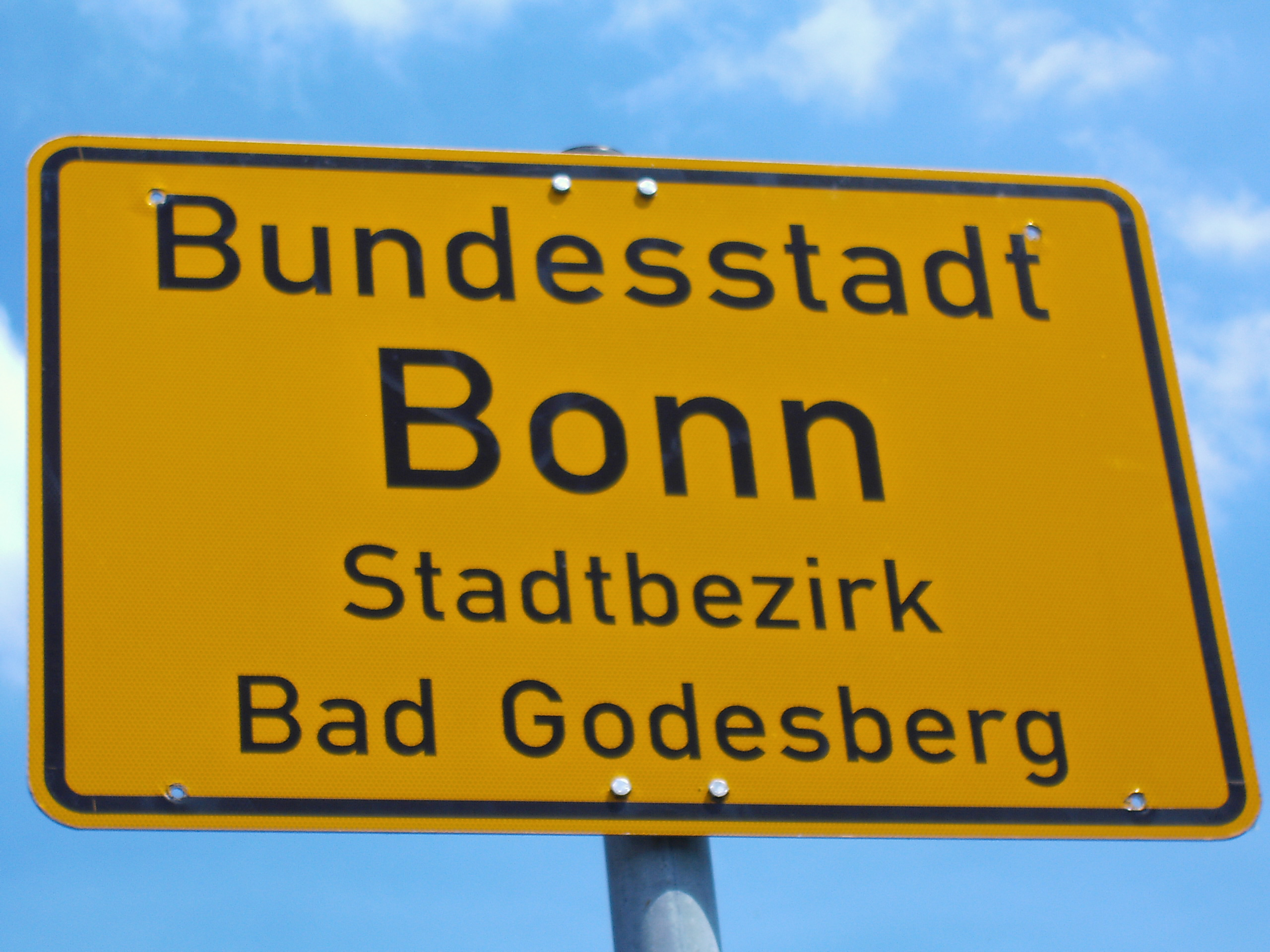
Bundesstadt Bonn, Stadtbezirk Bad Godesberg
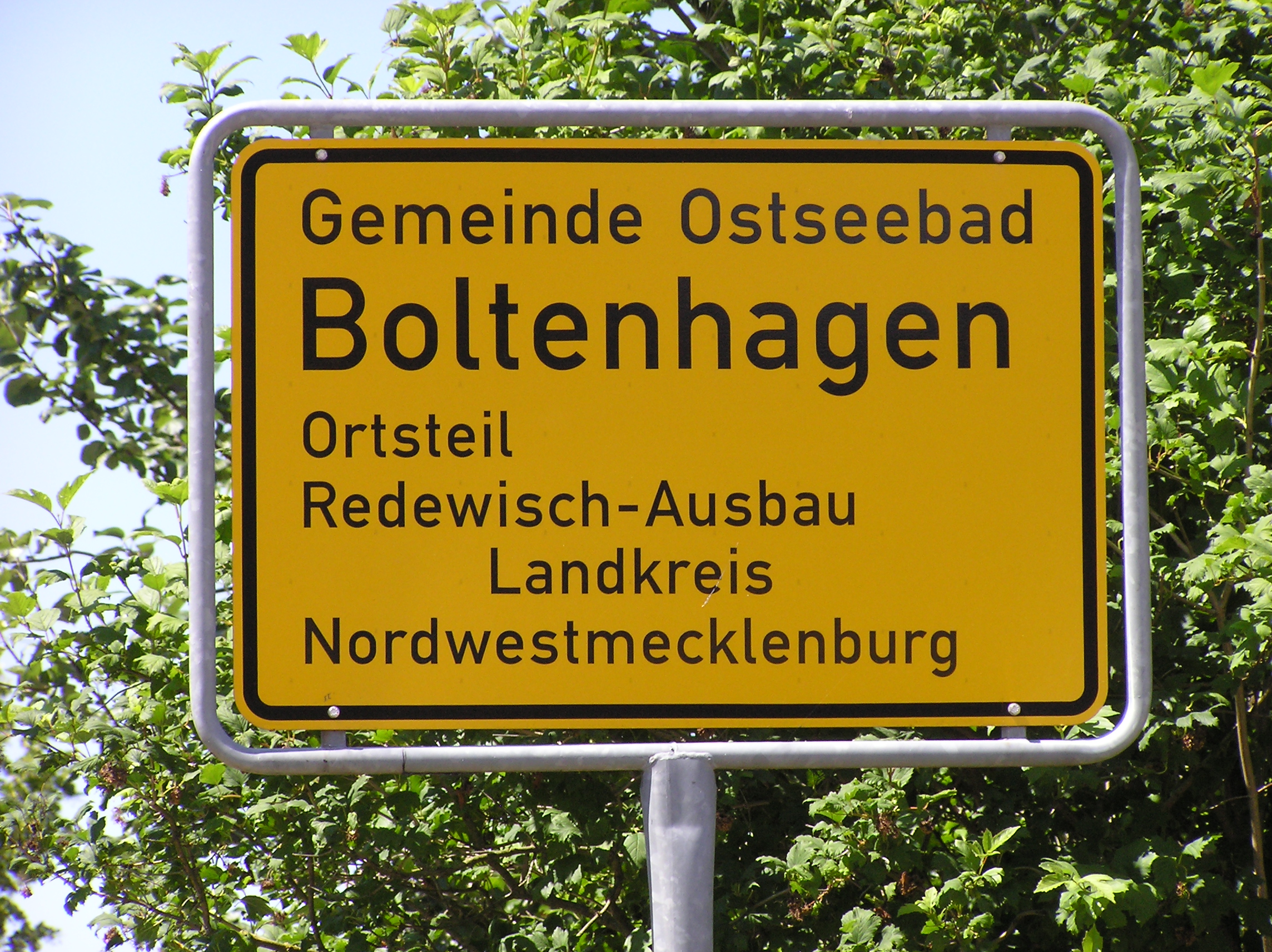
Inhaltsreiche Ortstafel in Boltenhagen
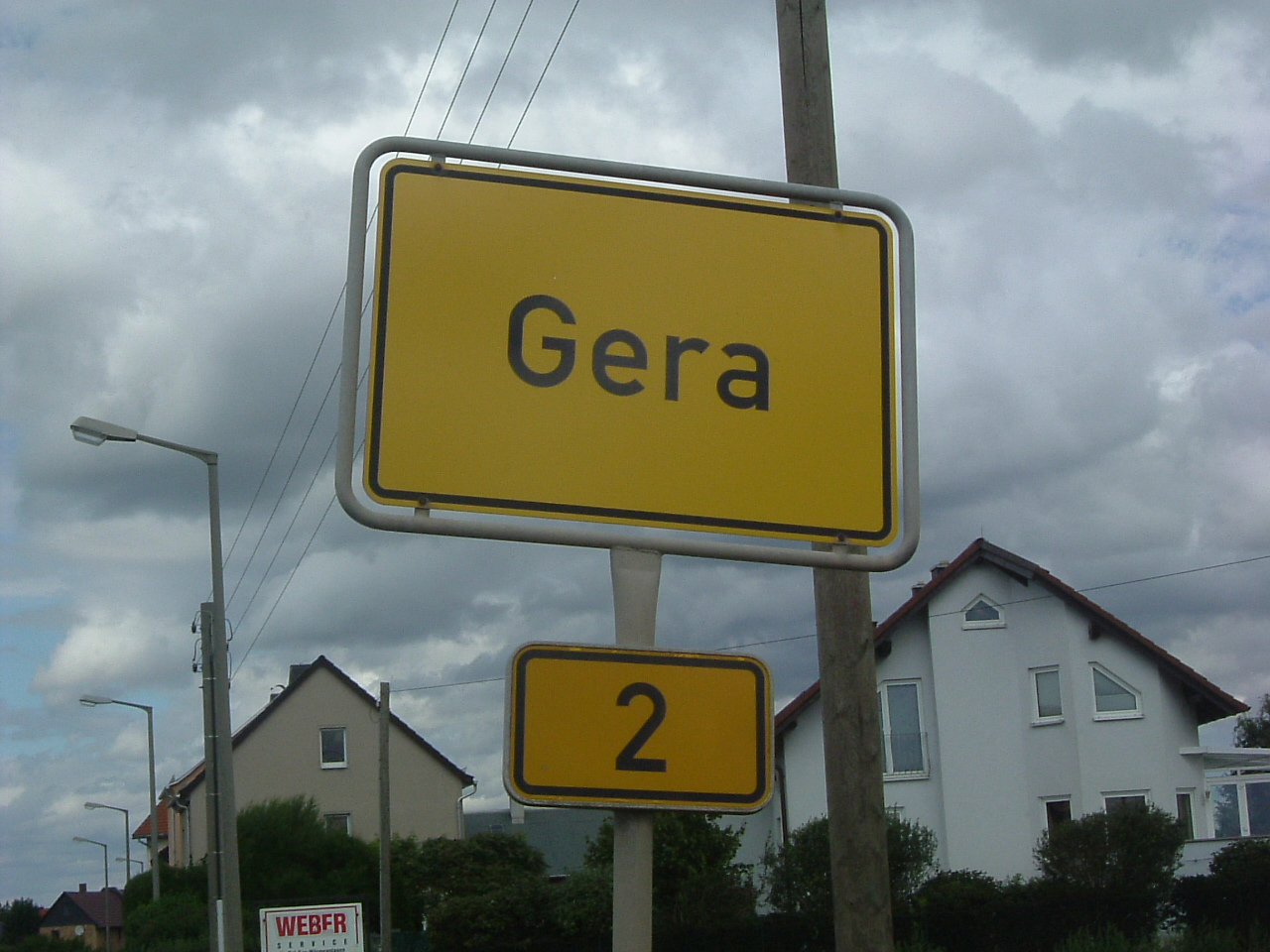
Gera (als starker Kontrast zu Boltenhagen)
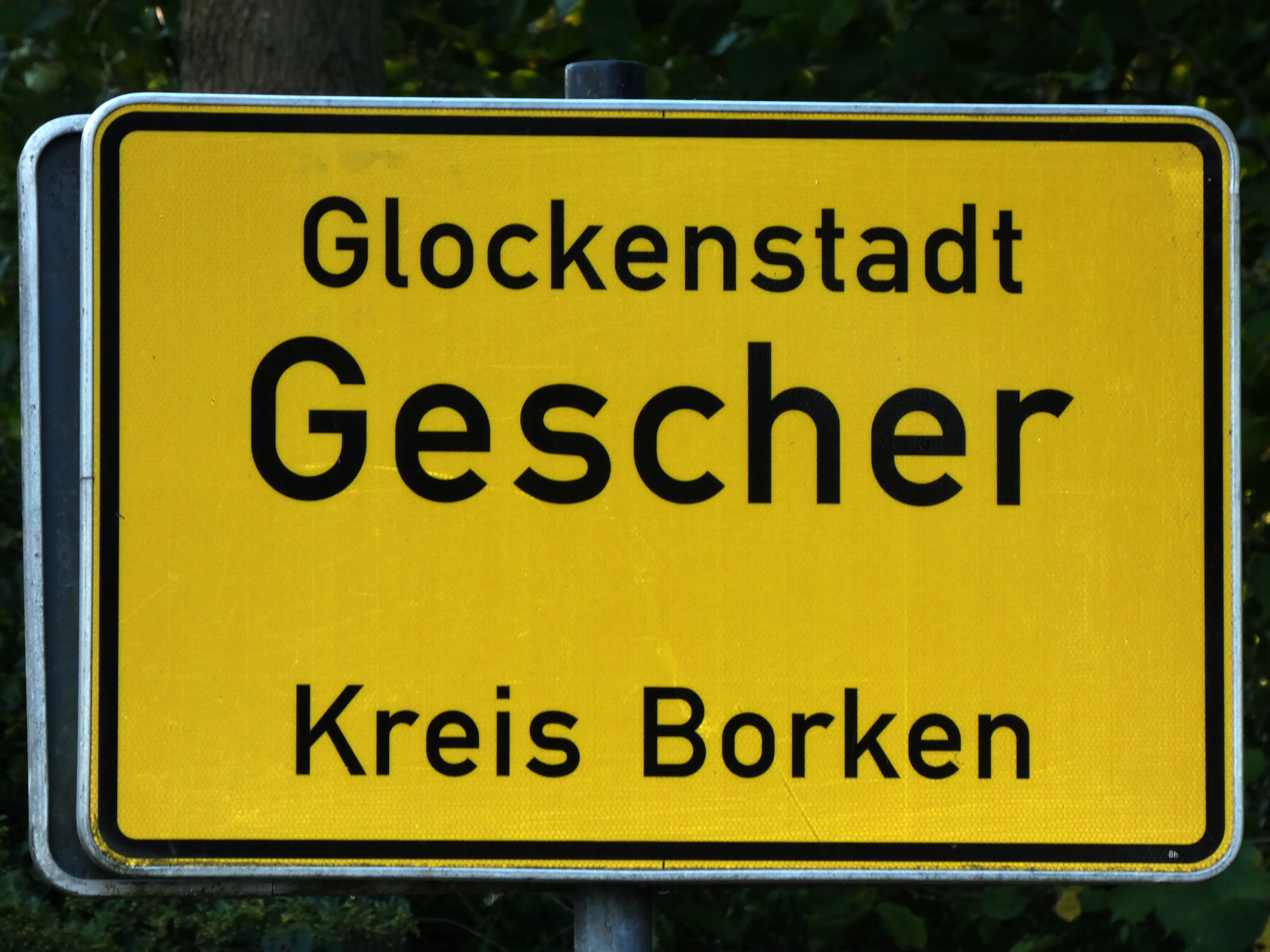
Ortstafel von Gescher mit dem Zusatz „Glockenstadt“
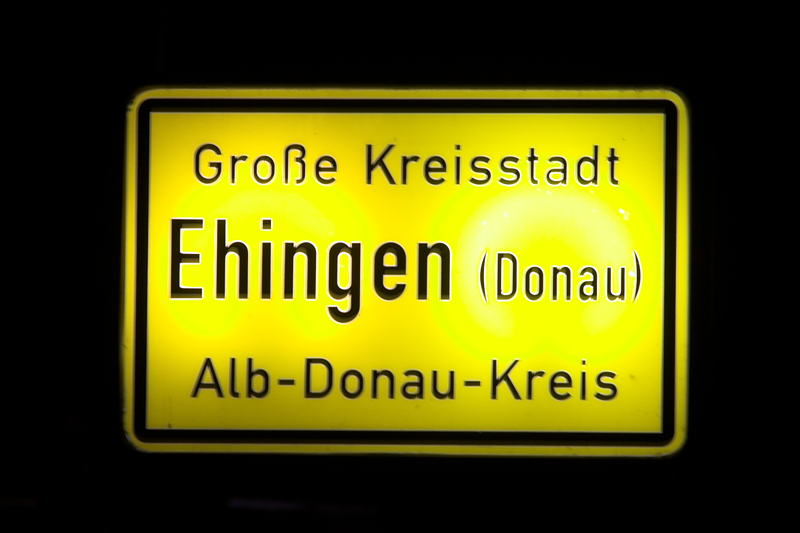
Beleuchtete Ortstafel von Ehingen (Donau)
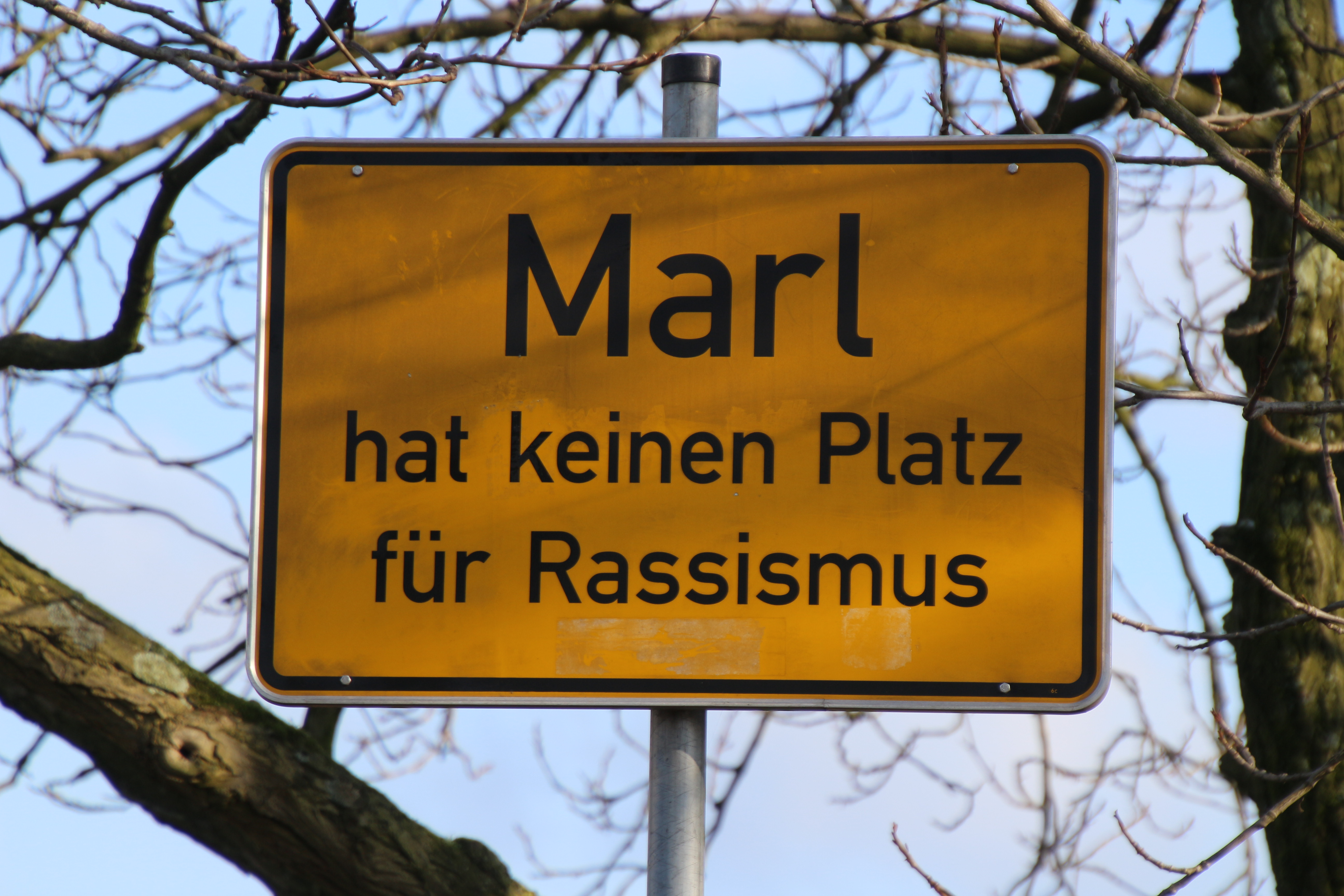
Sonder-Ortstafel mit politischer Botschaft von Marl; Dies ist jedoch nach der VwV-StVO unzulässig.
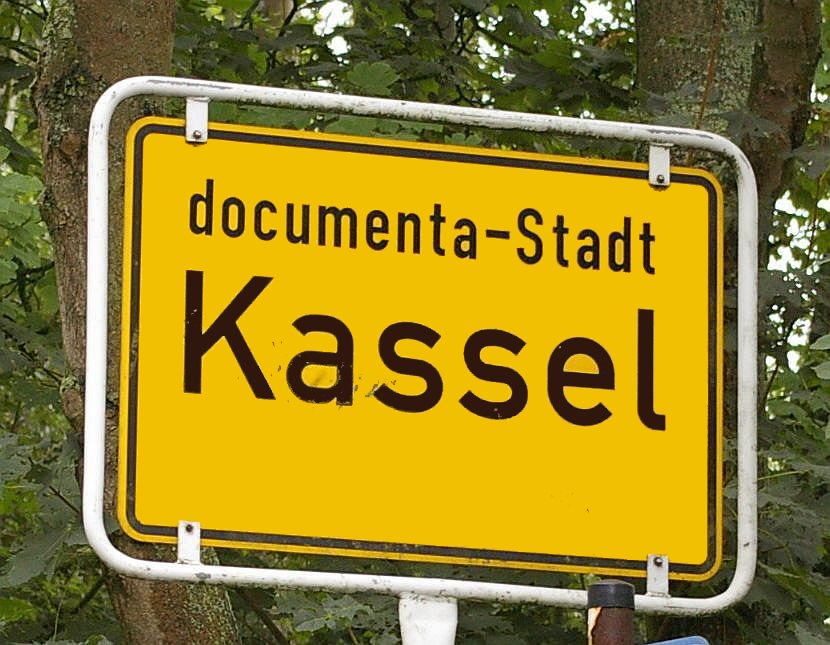
Hinweis auf die Kunstausstellung in Kassel
Temporäre Tafel in Großenhain nach einem Diebstahl
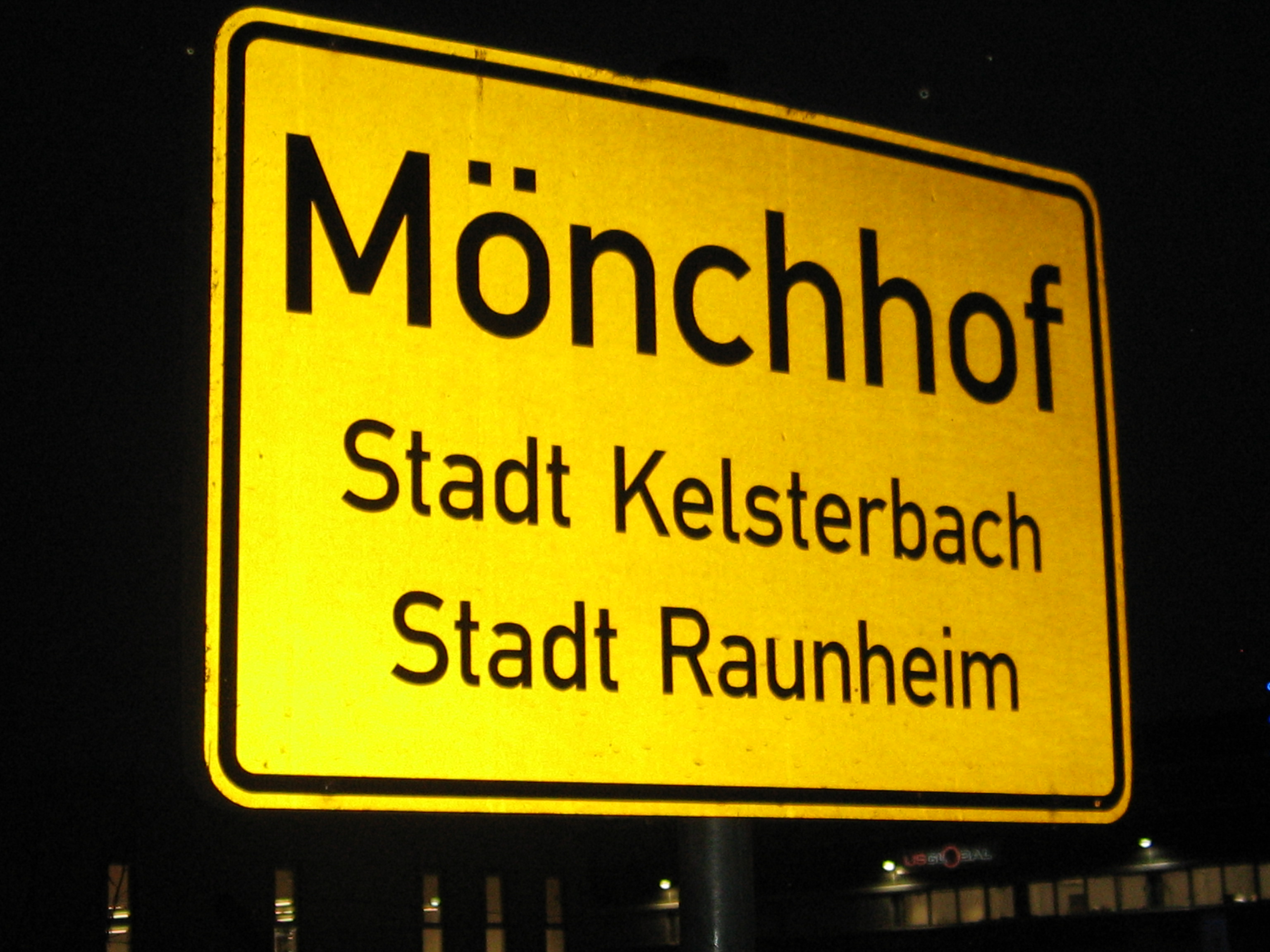
Der Mönchhof gehört gleich zwei Städten: Raunheim und Kelsterbach
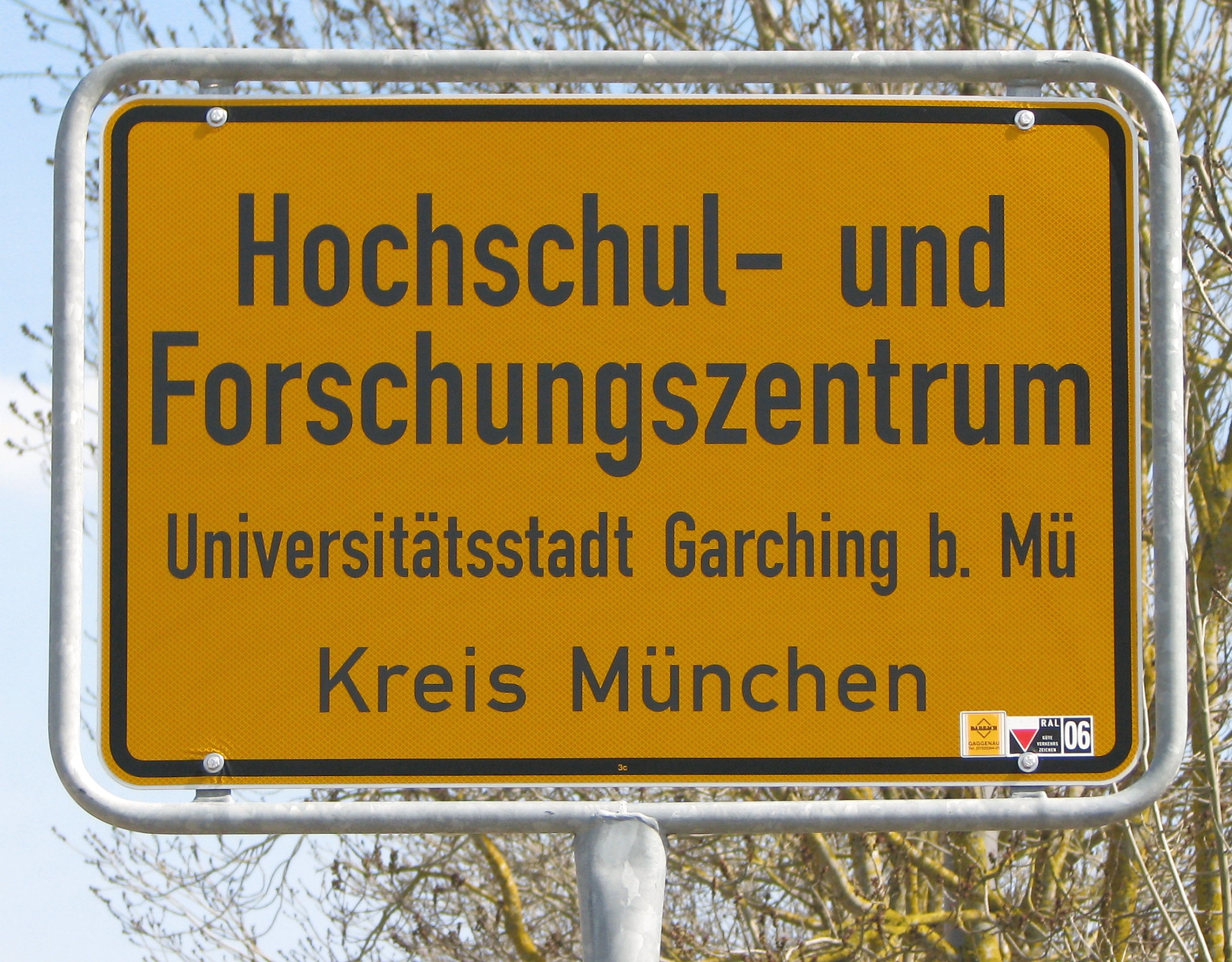
Ortstafel mit Institutsbezug bei zweitrangigem Ortsbezug
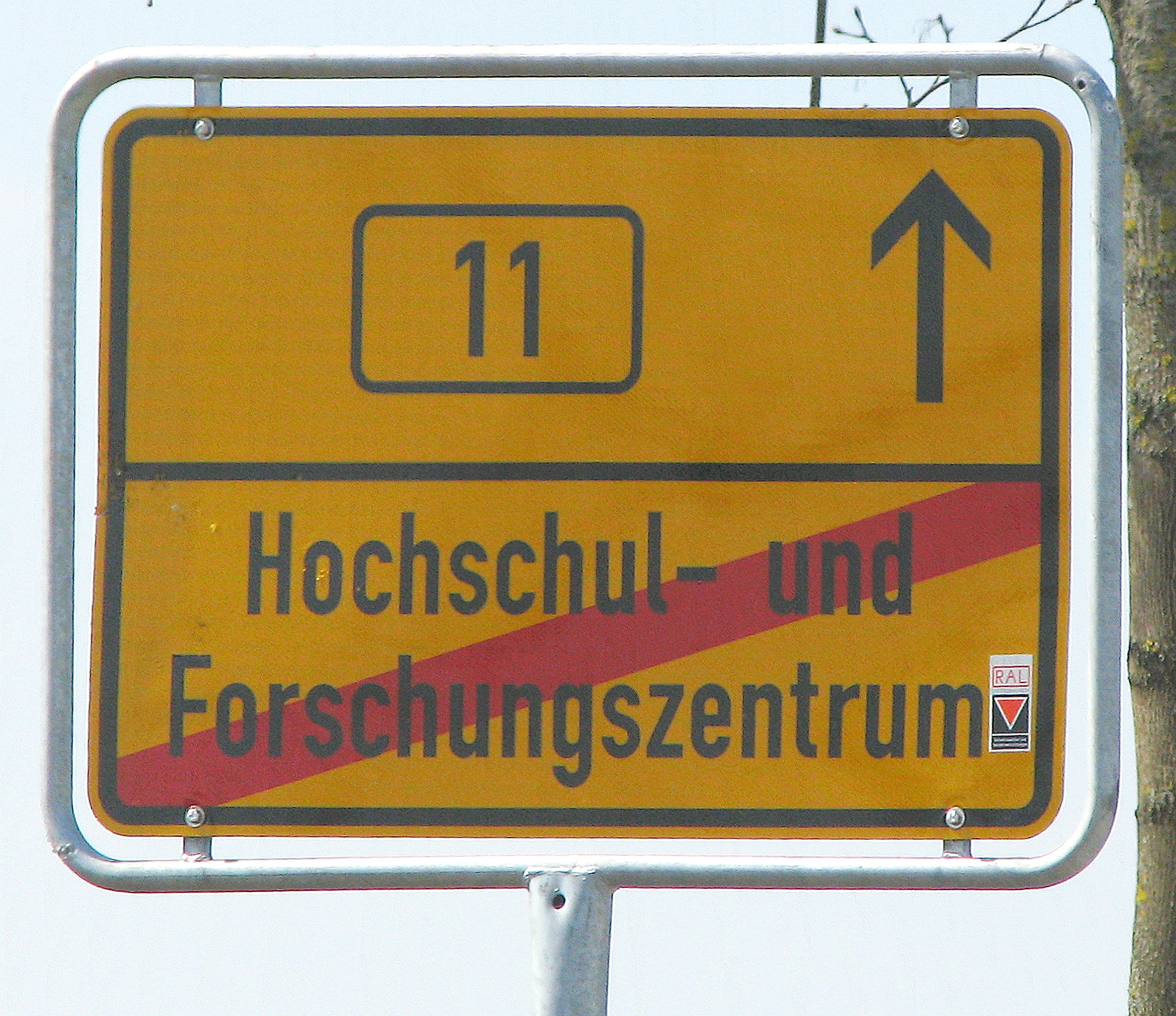
Ortsende mit Straße als Nahziel
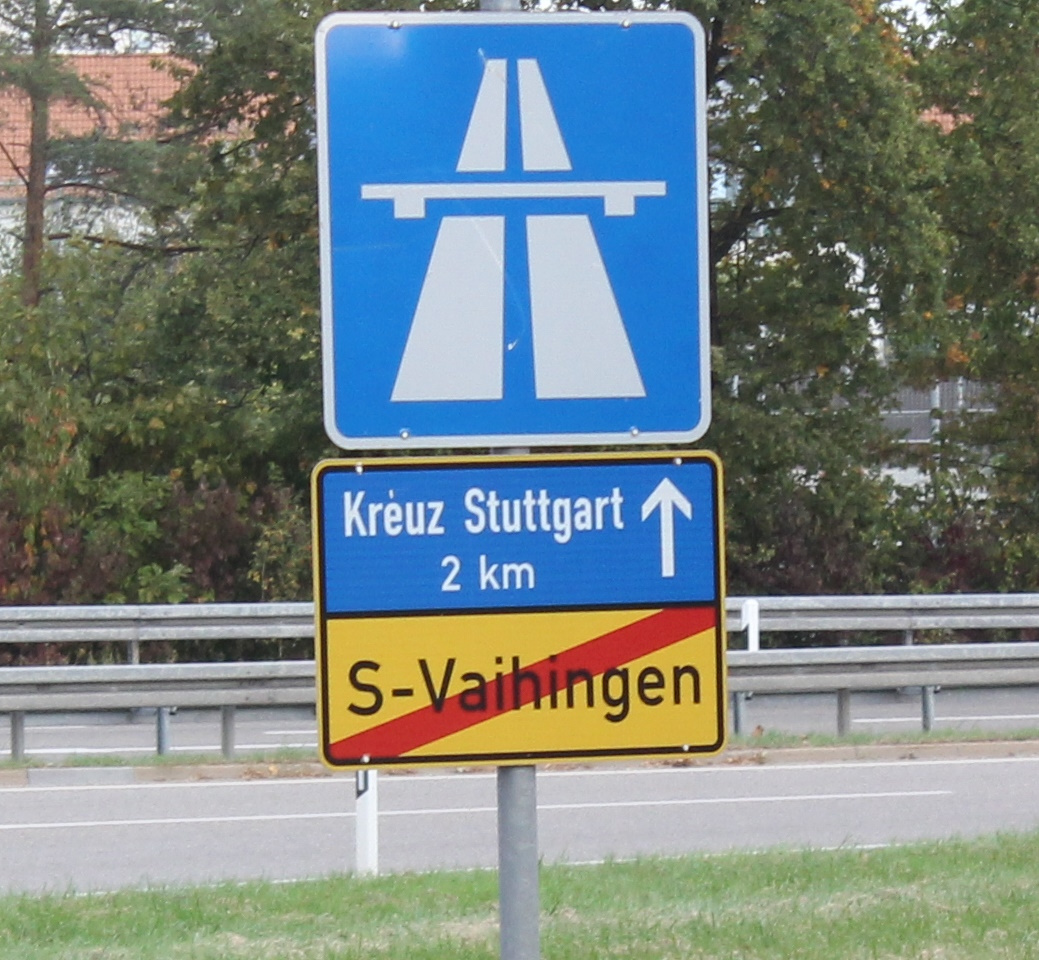
Ortsende mit Autobahnkreuz Stuttgart als Nahziel
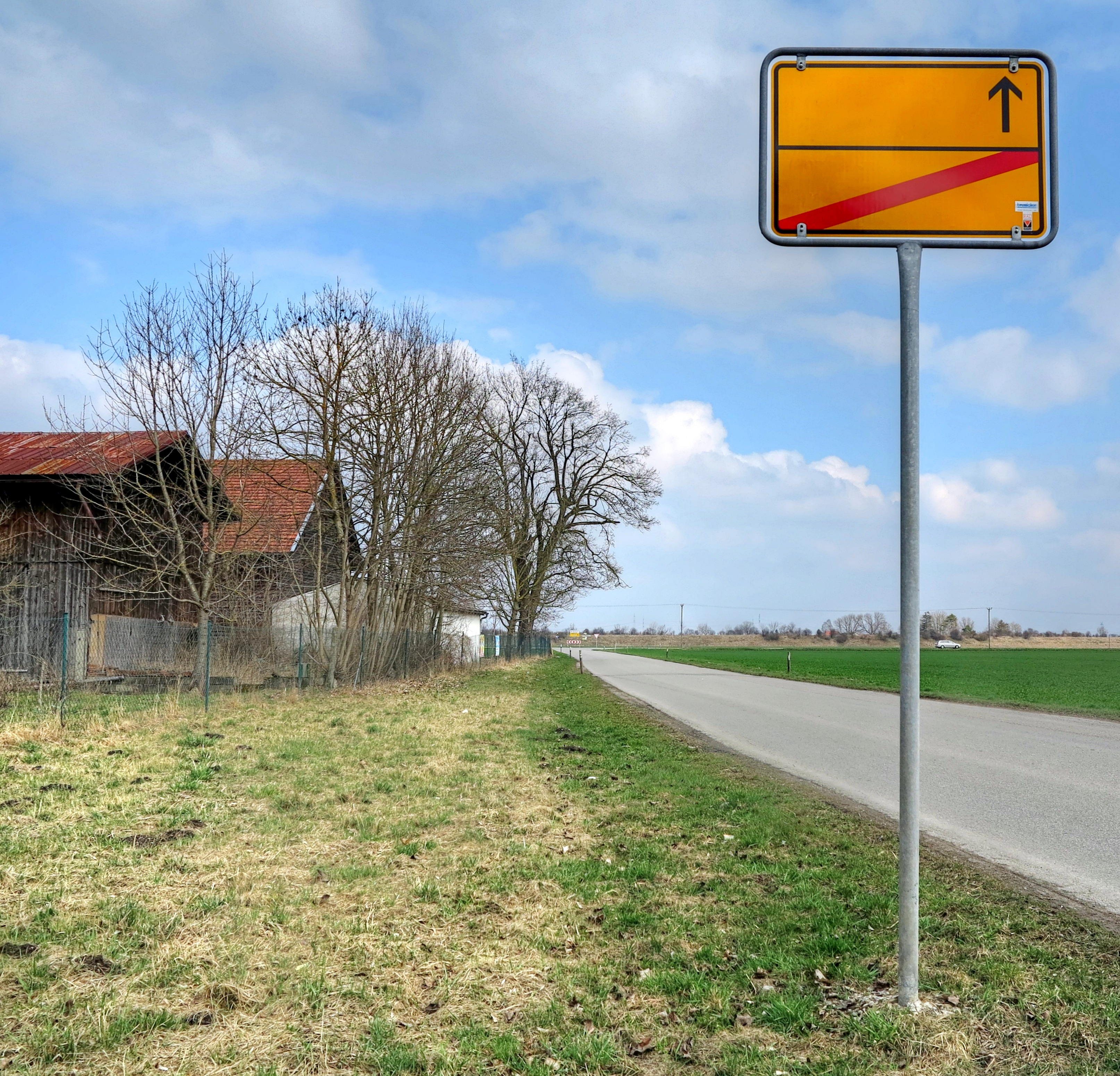
Ortstafel ohne Text
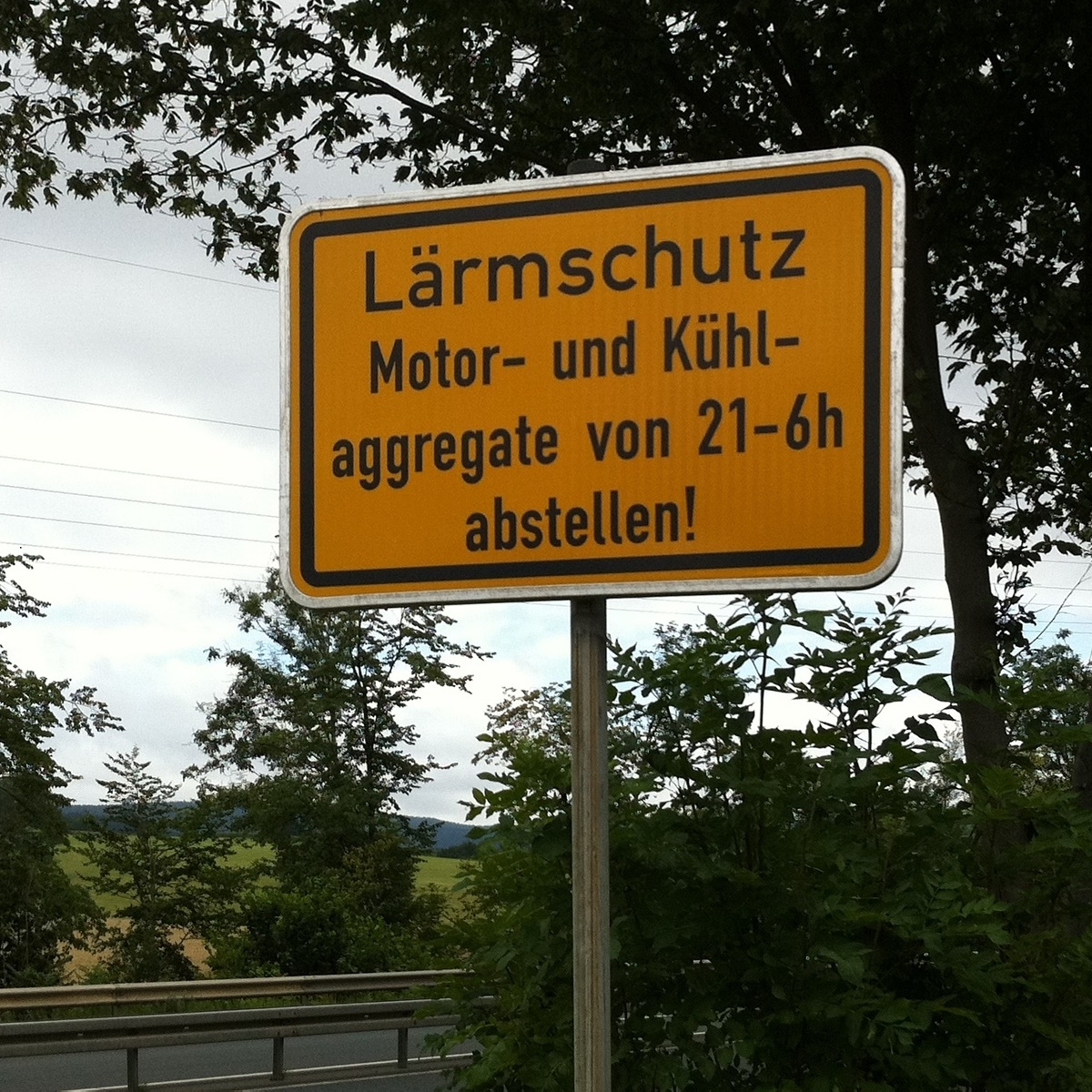
Zweckentfremdete Nutzung auf einem Parkplatz
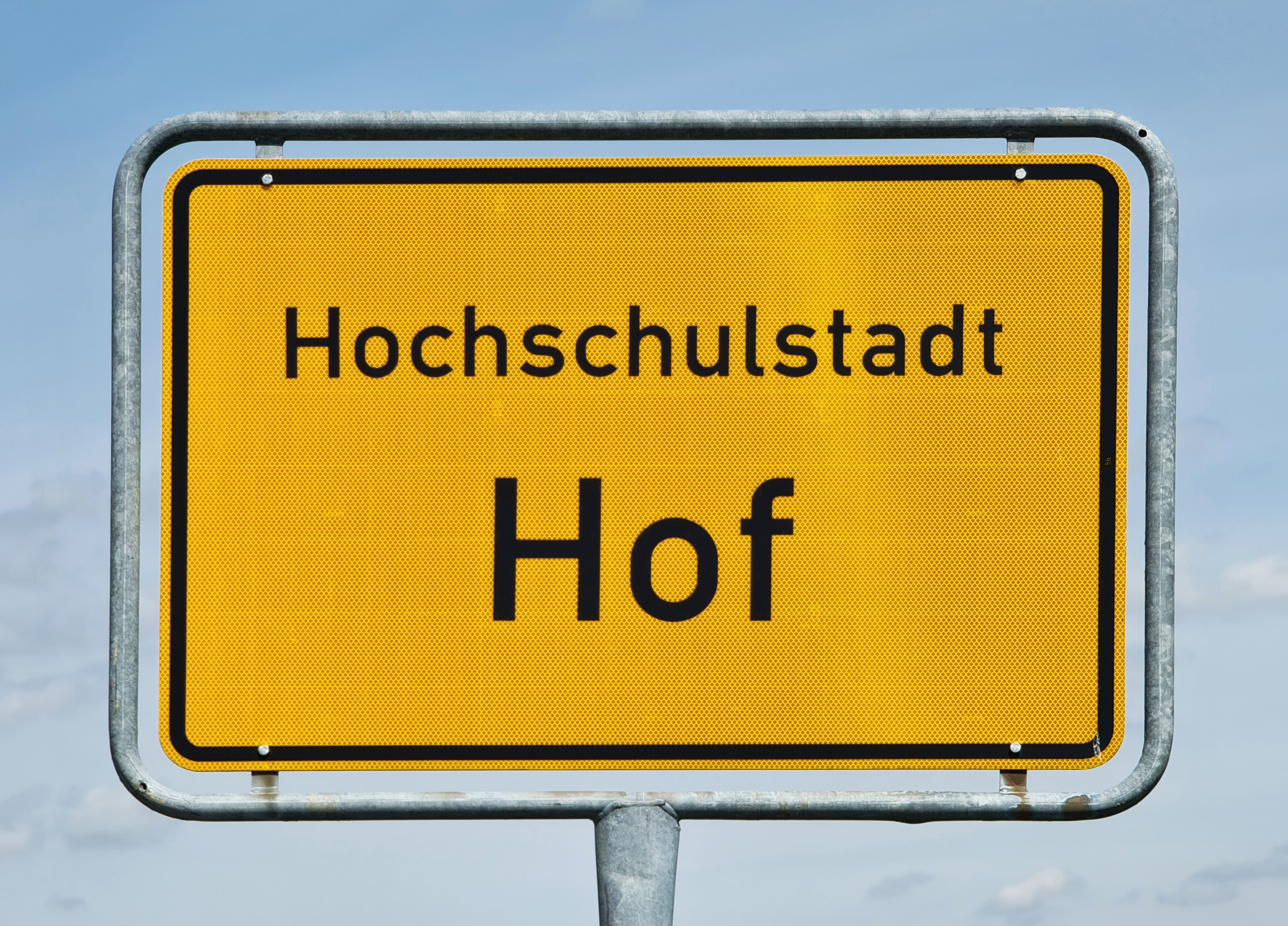
Ortsschild mit Verweis auf Bildungsstandort
Ortsschild mit alleinigem Hinweis „Ortsdurchfahrt“
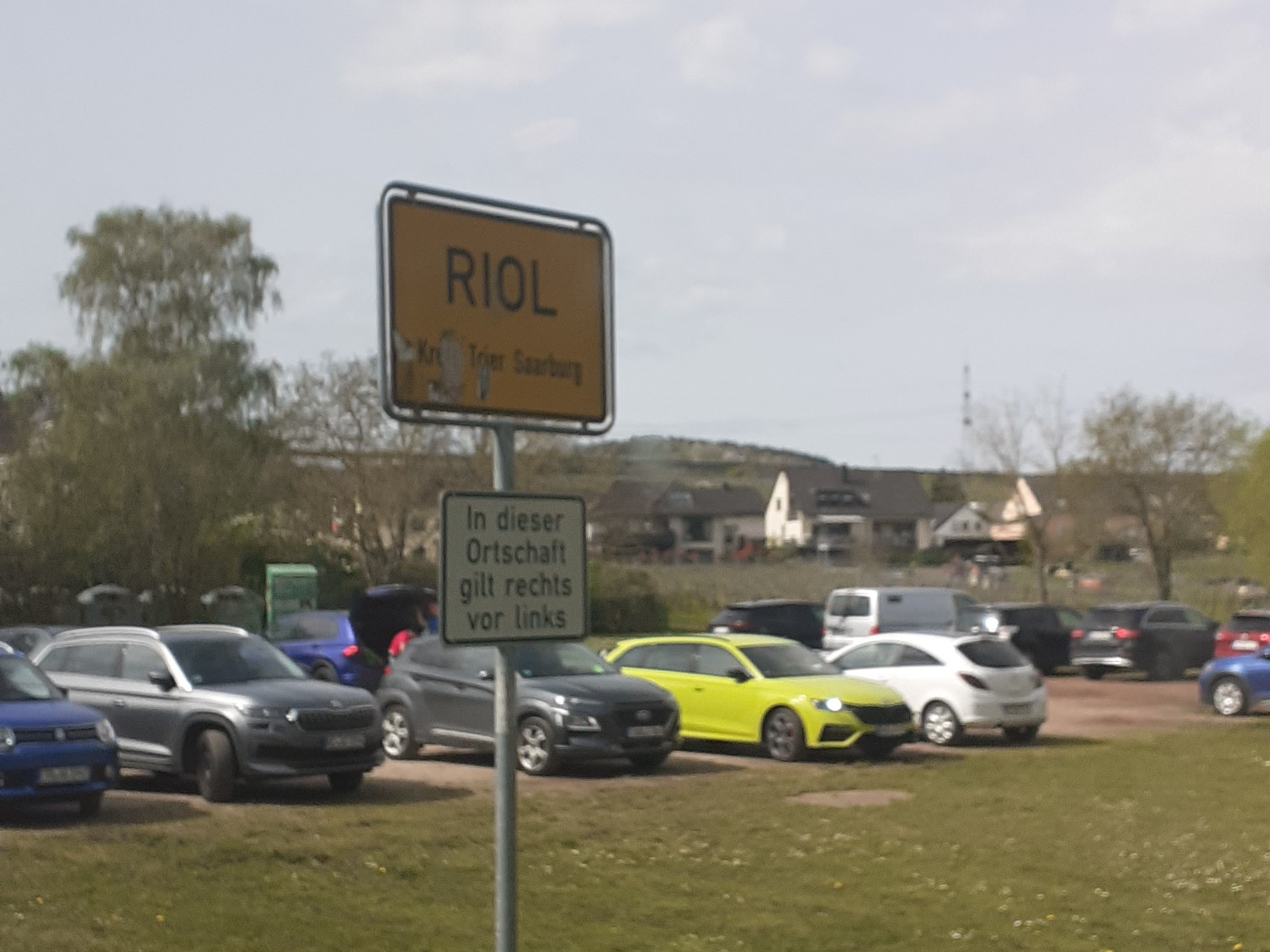
Riol, Ortsname in Großbuchstaben

Ortstafeln mit Zusatz Zollgrenzbezirk
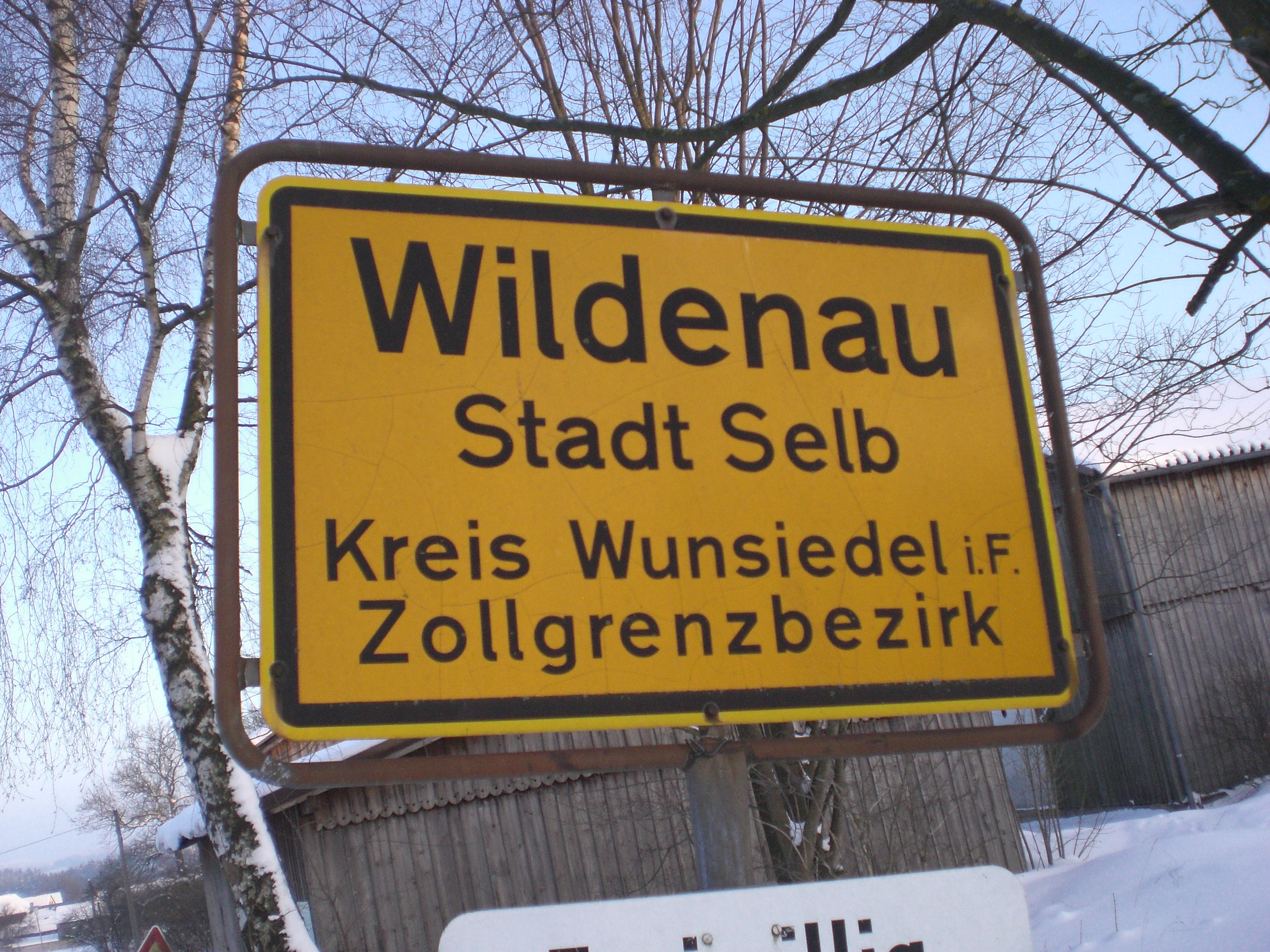
Vor 1980/81 hergestellte Ortstafel des Teilorts Wildenau (Selb)
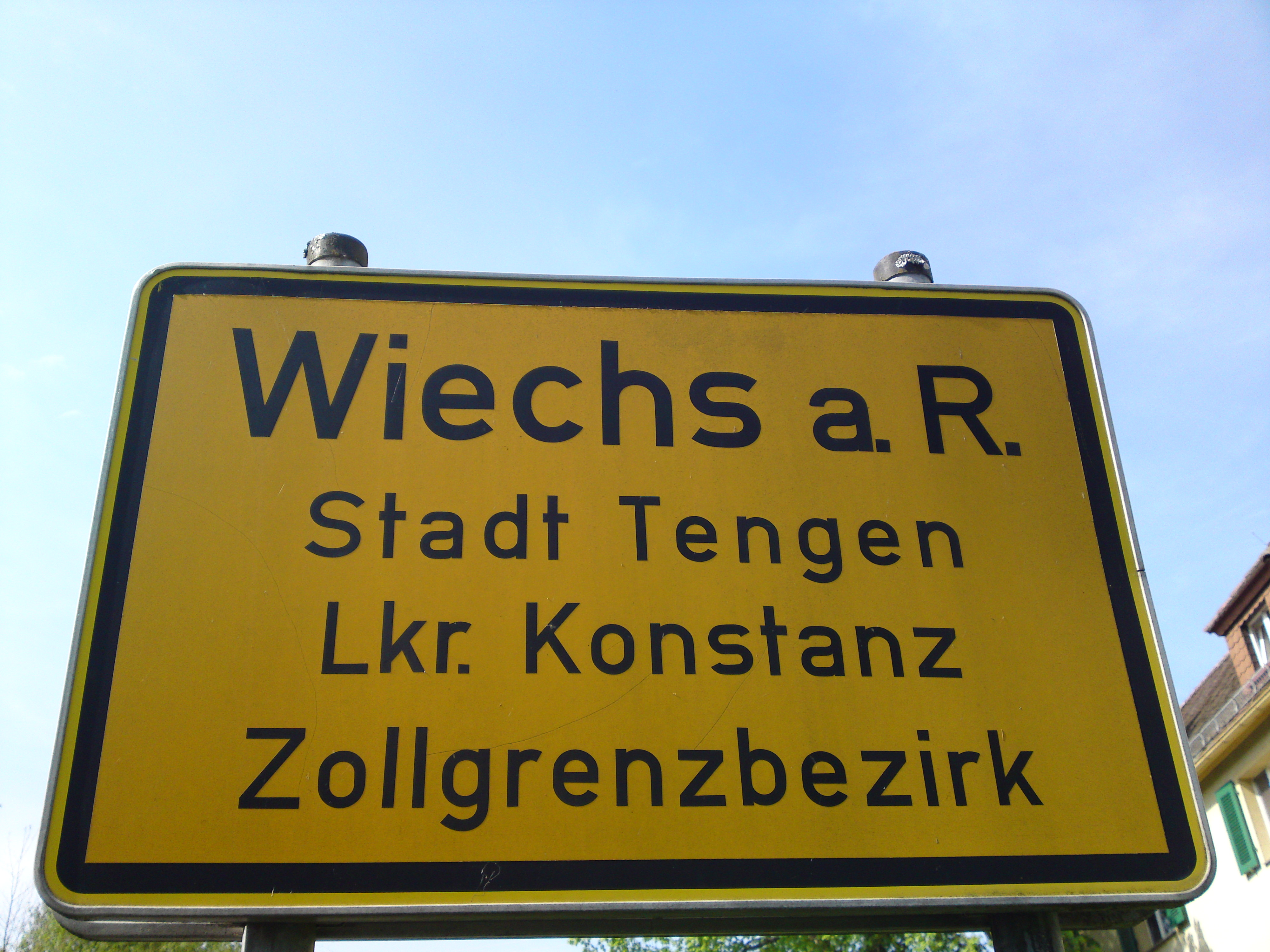
Ortstafel Wiechs am Randen
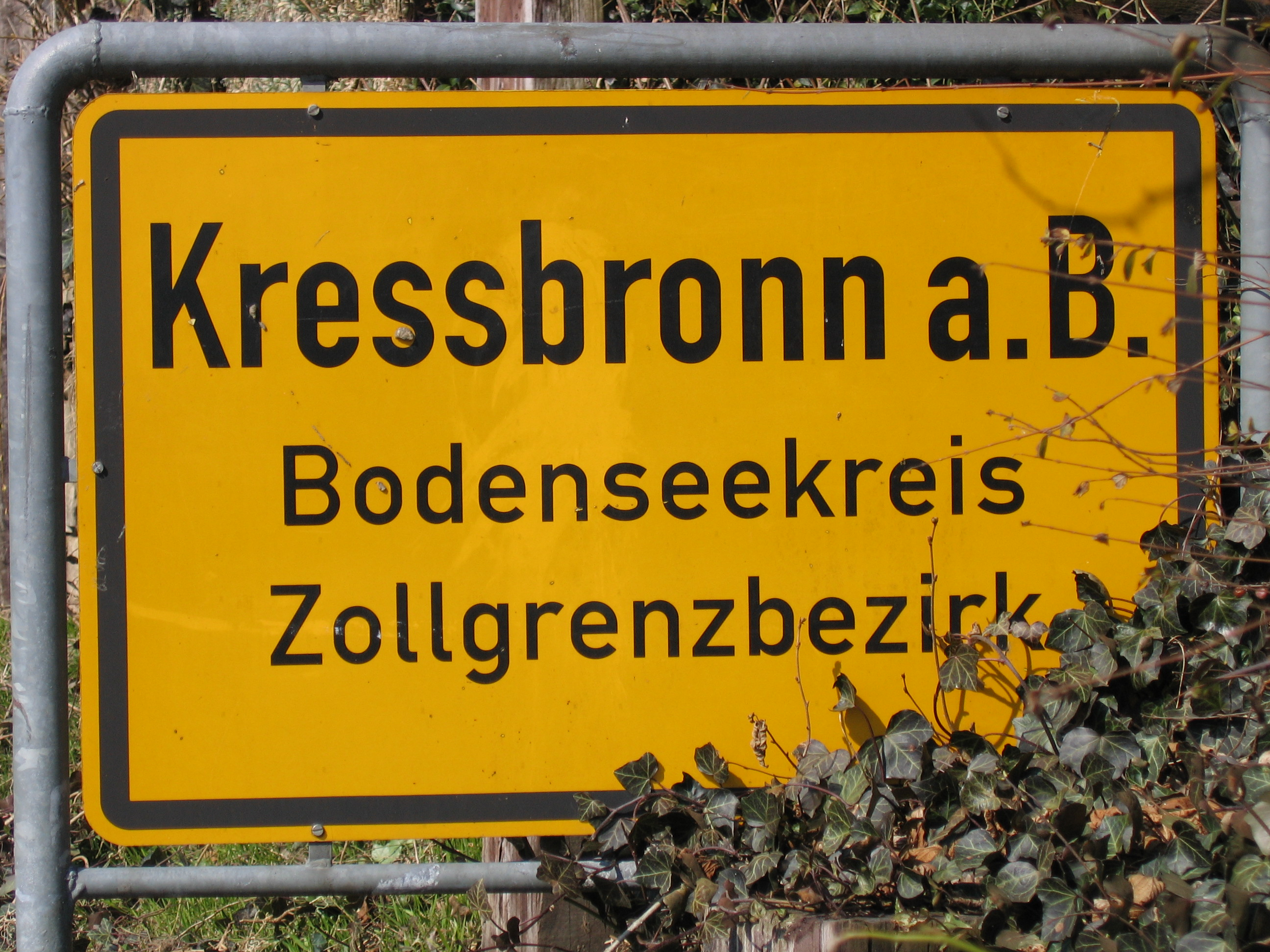
Ortstafel Kressbronn am Bodensee

Gemeinsame Ortstafeln
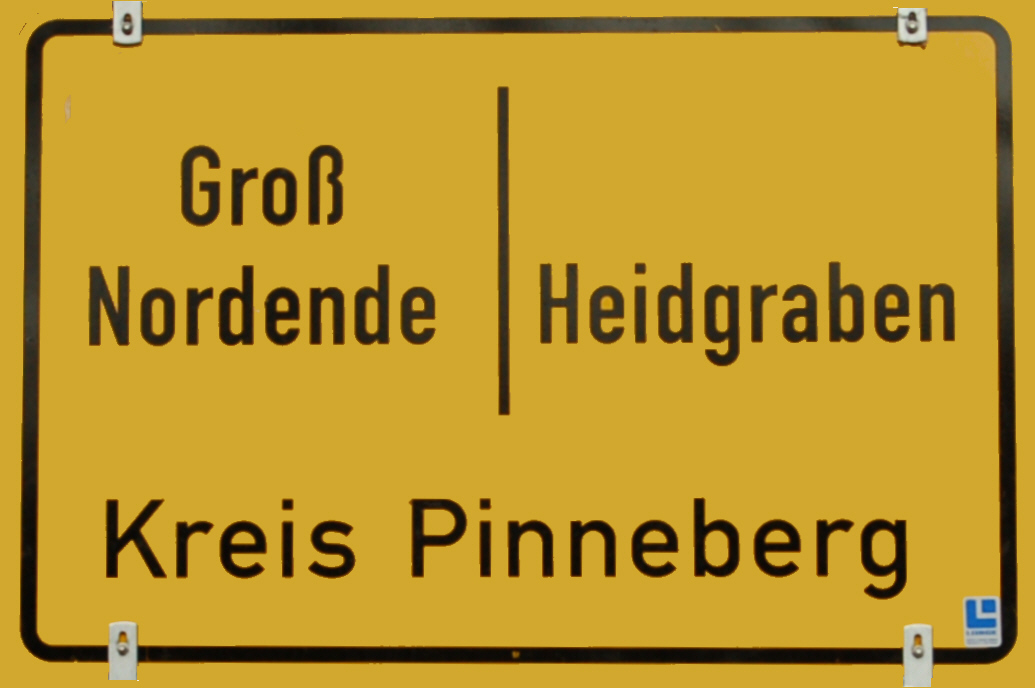
Groß Nordende links, Heidgraben rechts
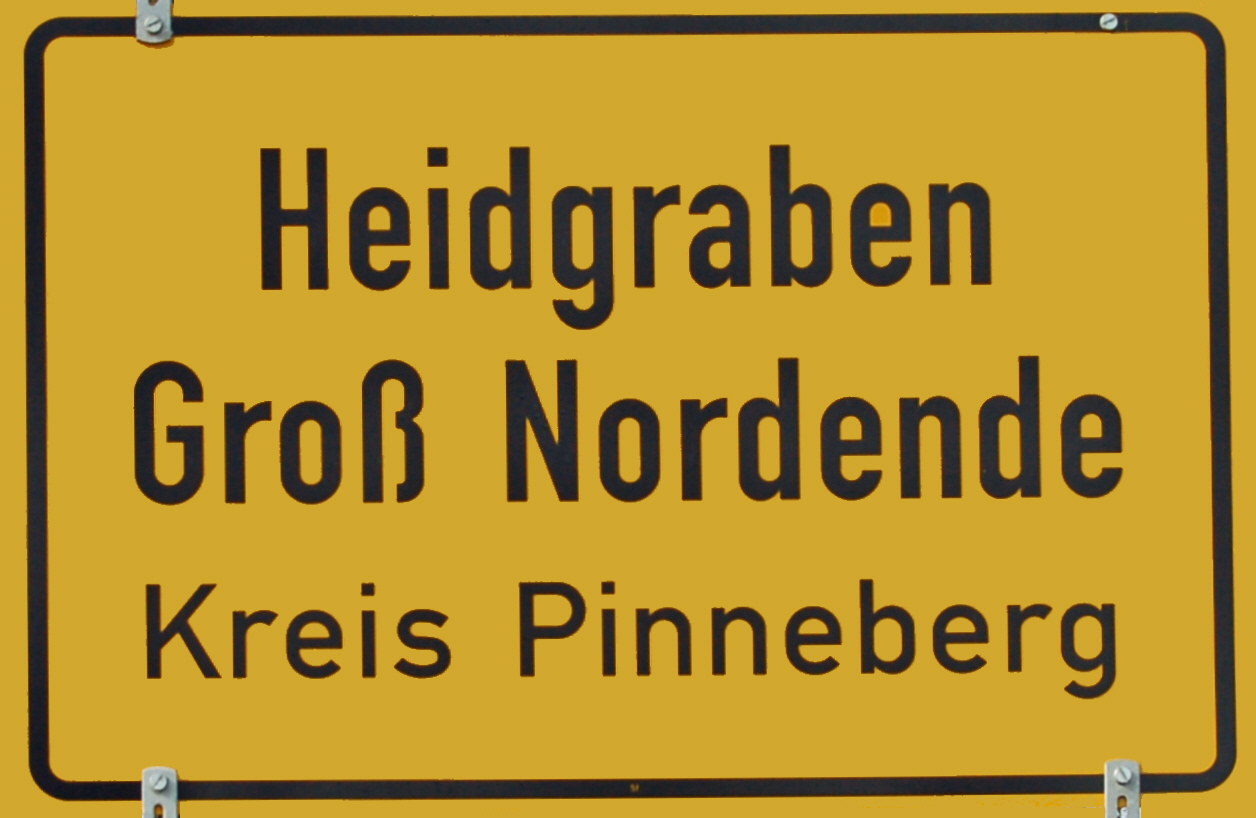
Heidgraben und Groß Nordende
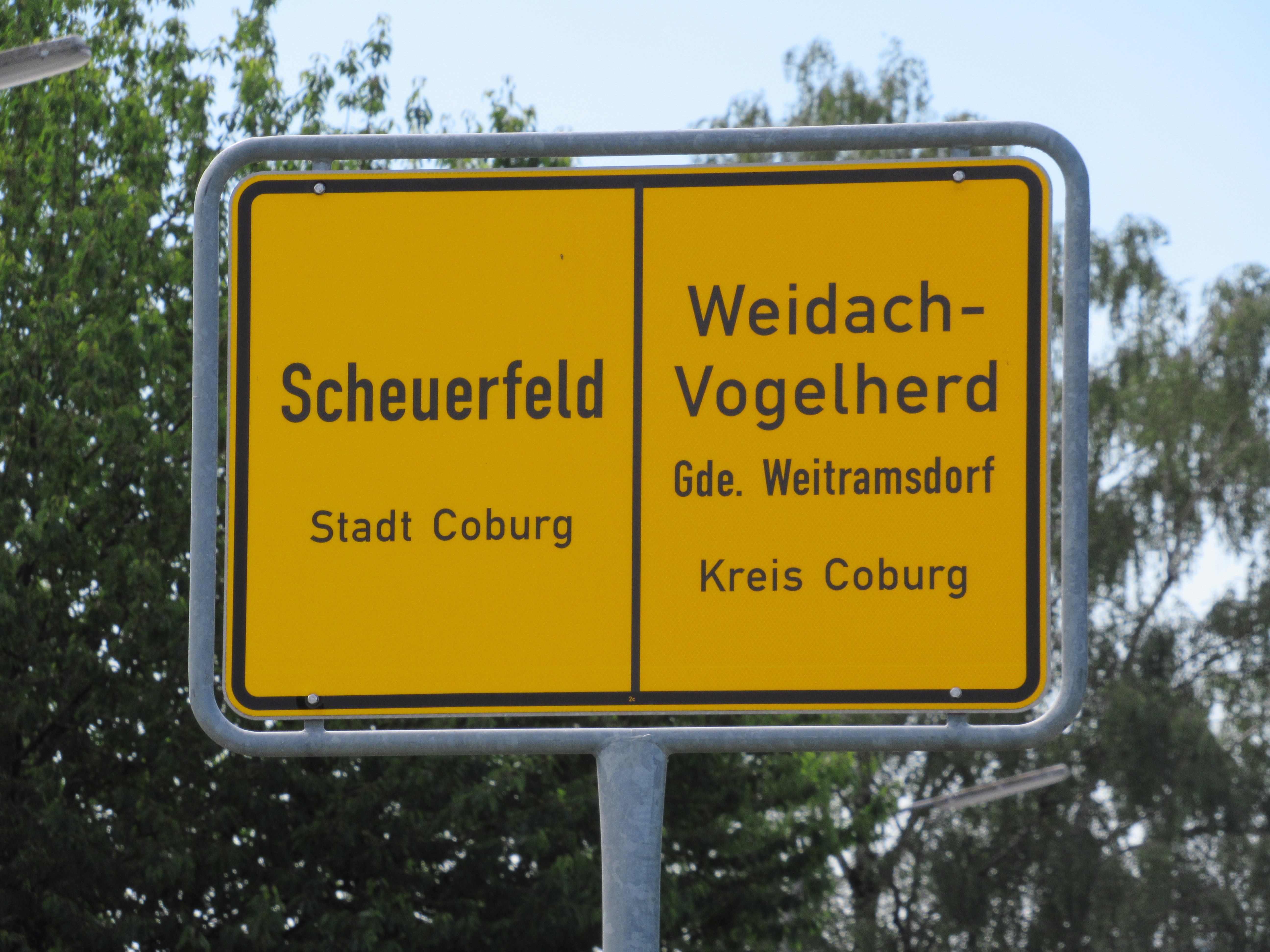
Kreisübergreifend: Scheuerfeld (kreisfreie Stadt Coburg) und Weitramsdorf-Weidach Ortsteil Vogelherd (Landkreis Coburg)
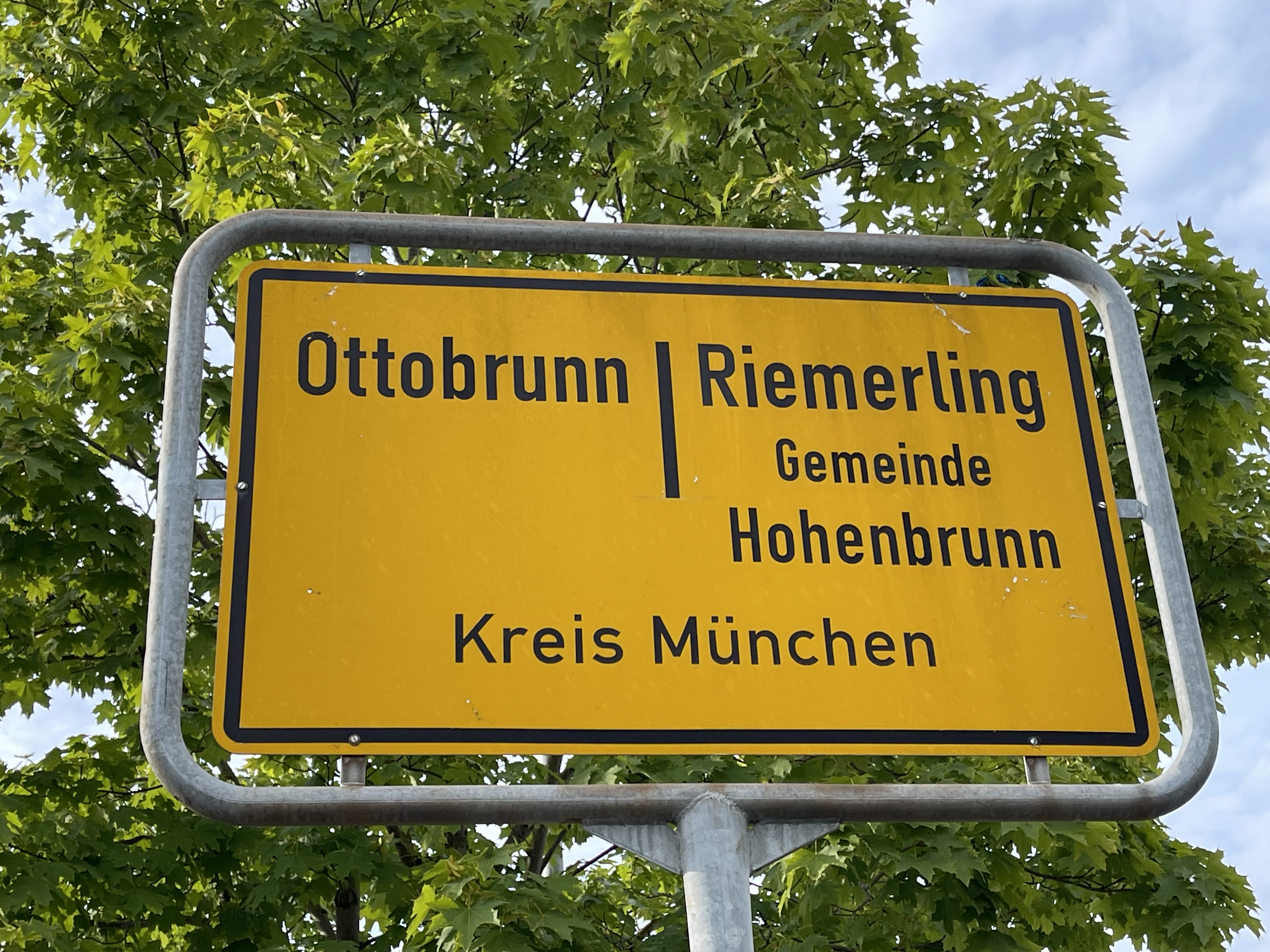
Ottobrunn und Riemerling
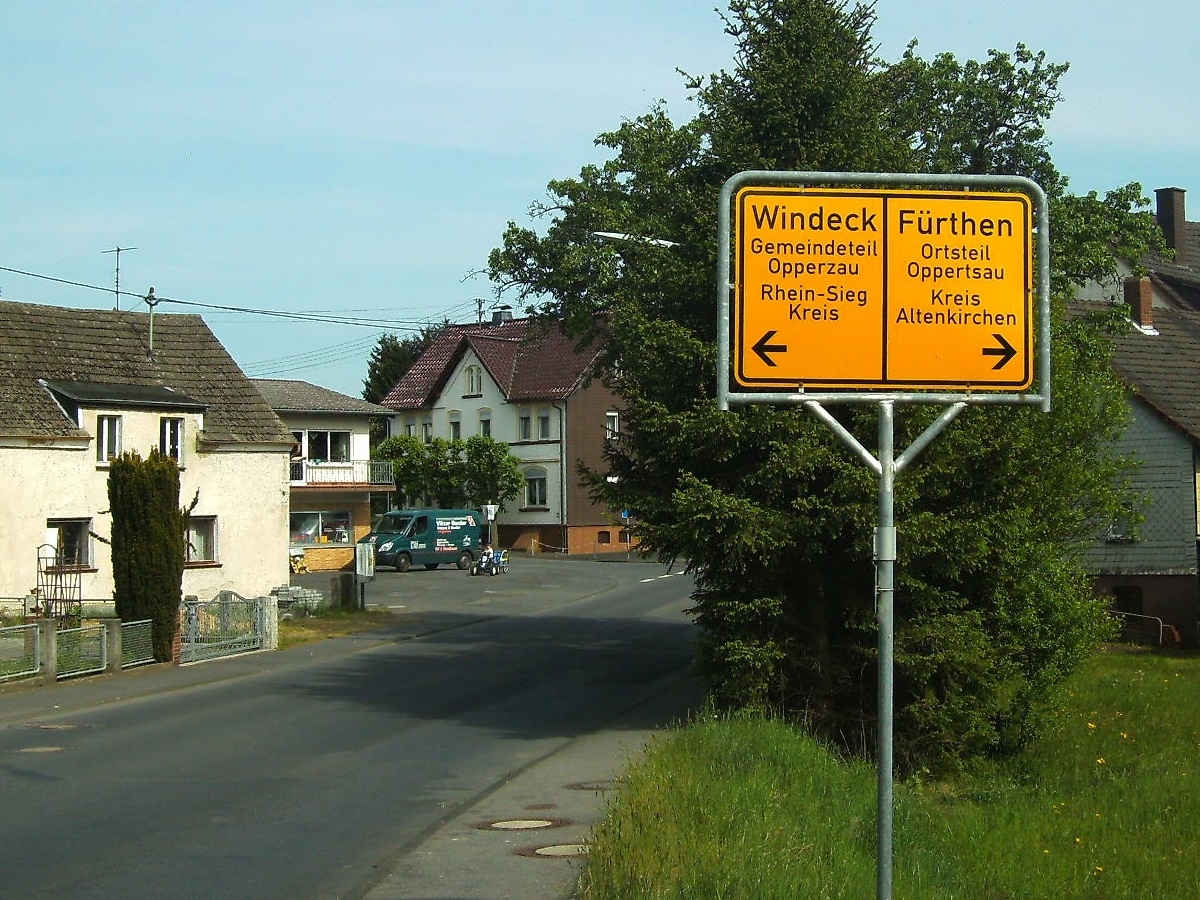
Länderübergreifend: Windeck Gemeindeteil Opperzau Rhein-Sieg-Kreis (NRW) und Fürthen Ortsteil Oppertsau Kreis Altenkirchen (RLP)

### Zweisprachig beschriftete Ortstafeln
In einigen Landstrichen sind die Ortstafeln zweisprachig beschriftet, und zwar in Deutsch und
- Ober- bzw. Niedersorbisch im sorbischen Siedlungsgebiet in der Lausitz,
- Nordfriesisch in Nordfriesland und Saterfriesisch im Saterland,
- Niederdeutsch in Niedersachsen und Schleswig-Holstein,
- Dänisch in Südschleswig.

Mit der ab dem 1. Januar 1968 verbindlich gewordenen TGL 10629 wurden zweisprachige Ortstafeln für das zweisprachige Gebiet der Lausitz in der Straßenverkehrs-Ordnung der DDR verankert. Zweisprachige Ortstafeln hatte es dort jedoch bereits seit Ende der 1940er Jahre gegeben.
In Schleswig-Holstein ist der Einsatz von zweisprachigen Tafeln am 12. Juni 2007 verordnet worden. Begünstigt wurde die Mehrsprachigkeit durch die Europäische Charta der Regional- oder Minderheitensprachen von 1992. Der Ortsname in der Minderheitensprache ist in Deutschland meist kleiner gesetzt. In Brandenburg müssen jedoch seit 2014 beide Namen in gleicher Schriftgröße angeführt werden, in Sachsen seit 2019.

Beispiele zweisprachig beschrifteter Ortstafeln
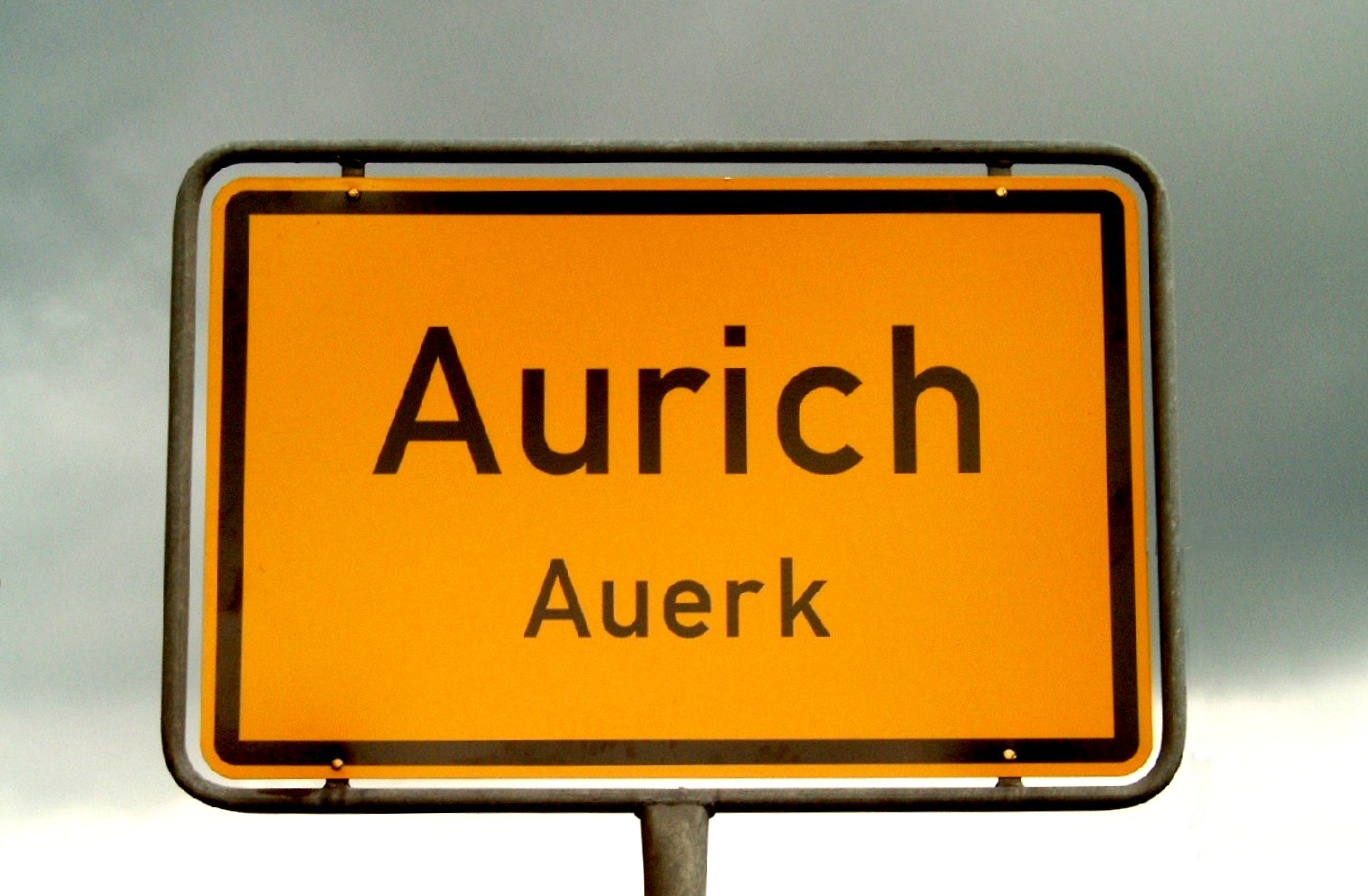
Deutsch-plattdeutsche (Ostfriesisches Platt) Ortstafel in Aurich in Ostfriesland
DDR-Ortstafel gemäß der 1968 verordneten TGL 10629, Blatt 3, S. 48
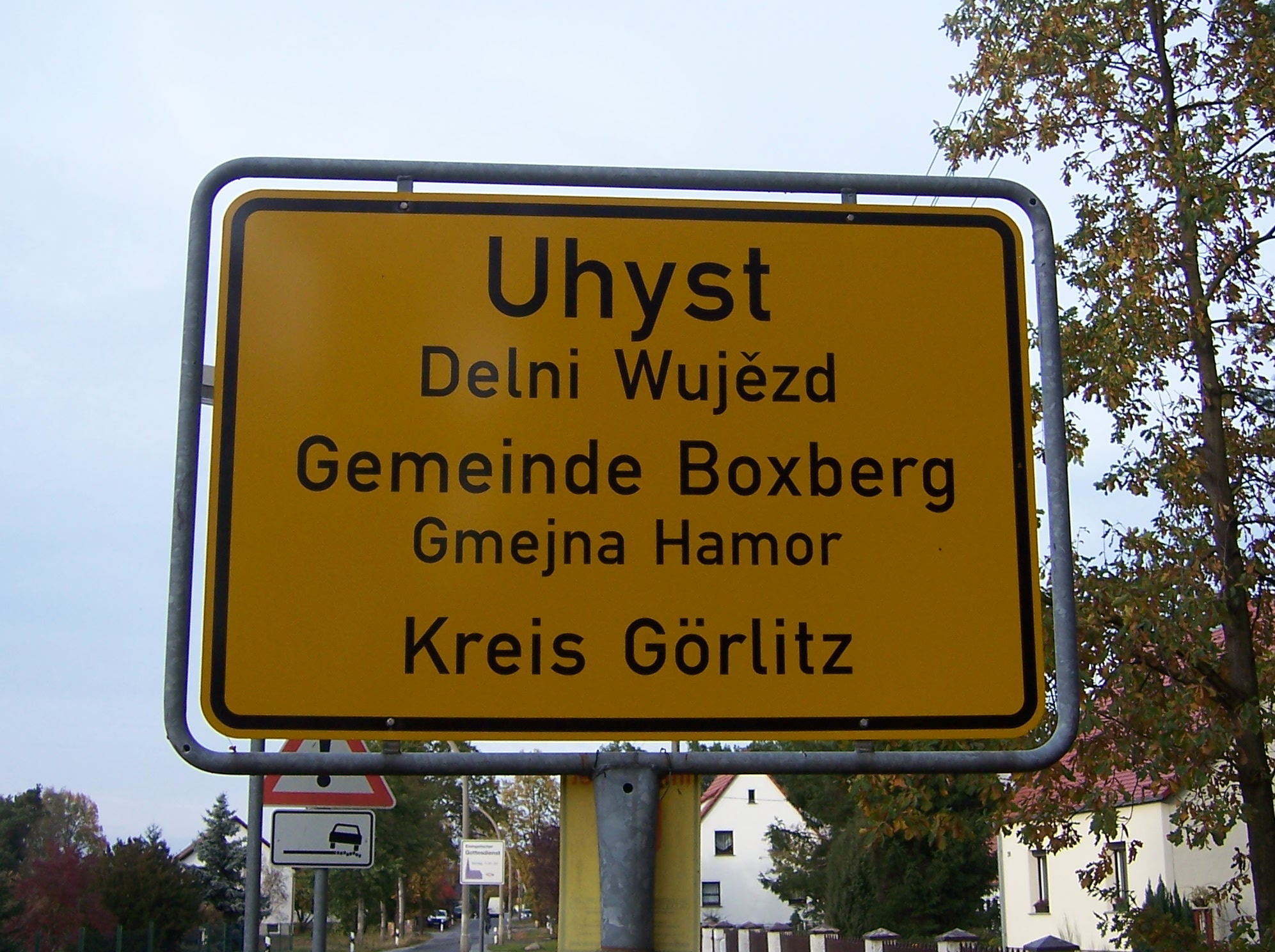
Nach der Wende: Uhyst/Delni Wujězd
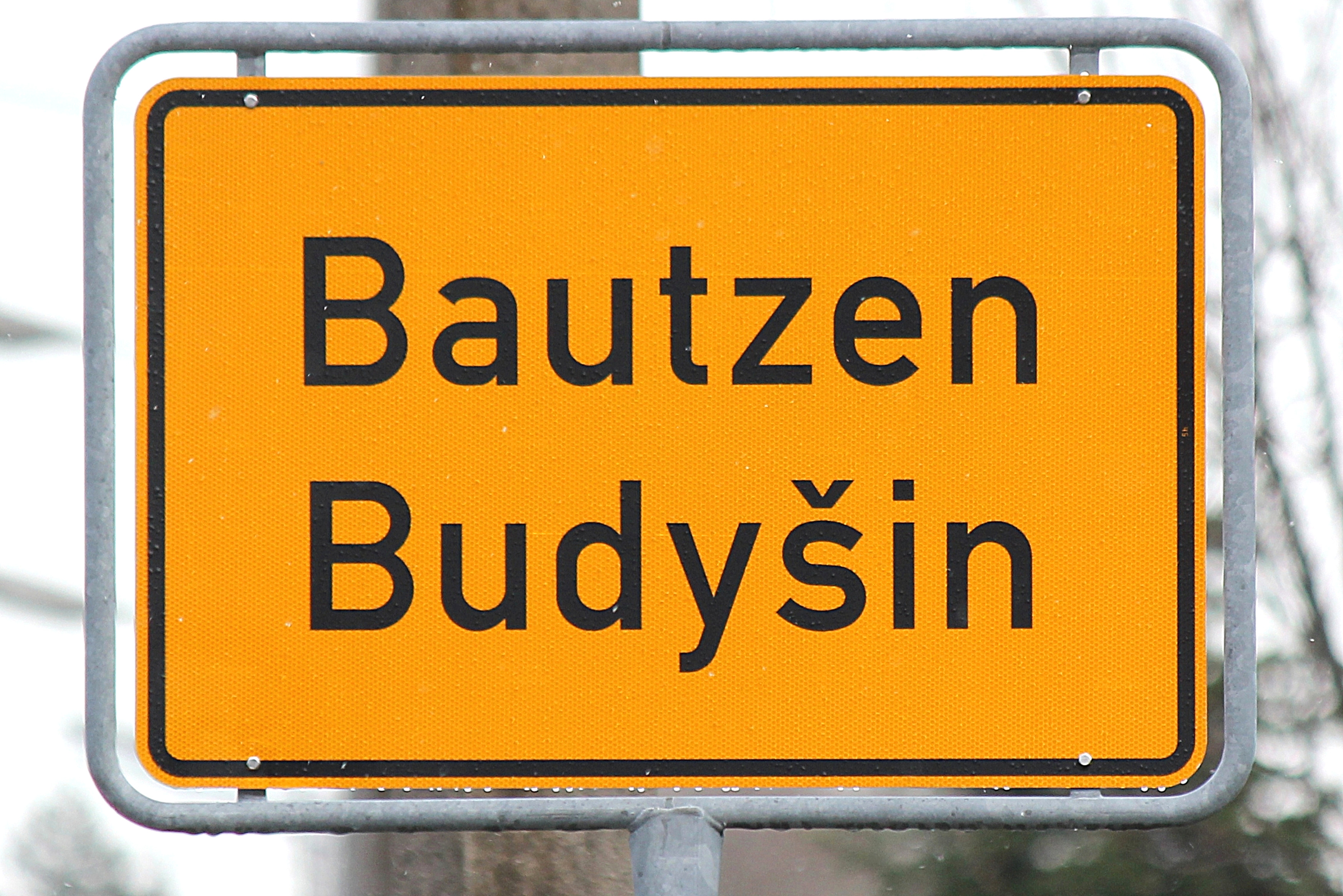
Deutsch-obersorbische Ortstafel in Bautzen in der Oberlausitz
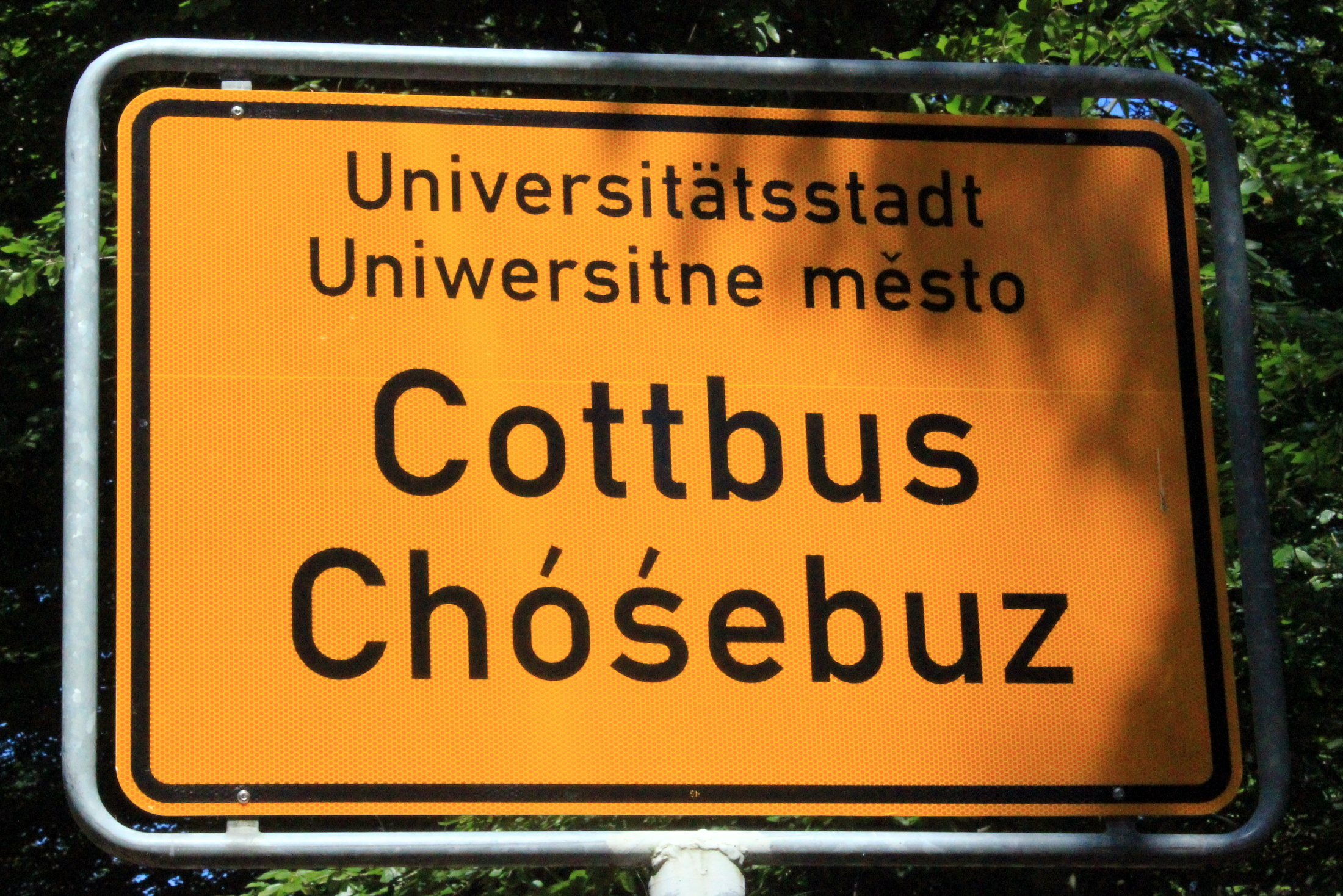
Deutsch-niedersorbische Ortstafel in Cottbus in der Niederlausitz, beide mit gleicher Schriftgröße
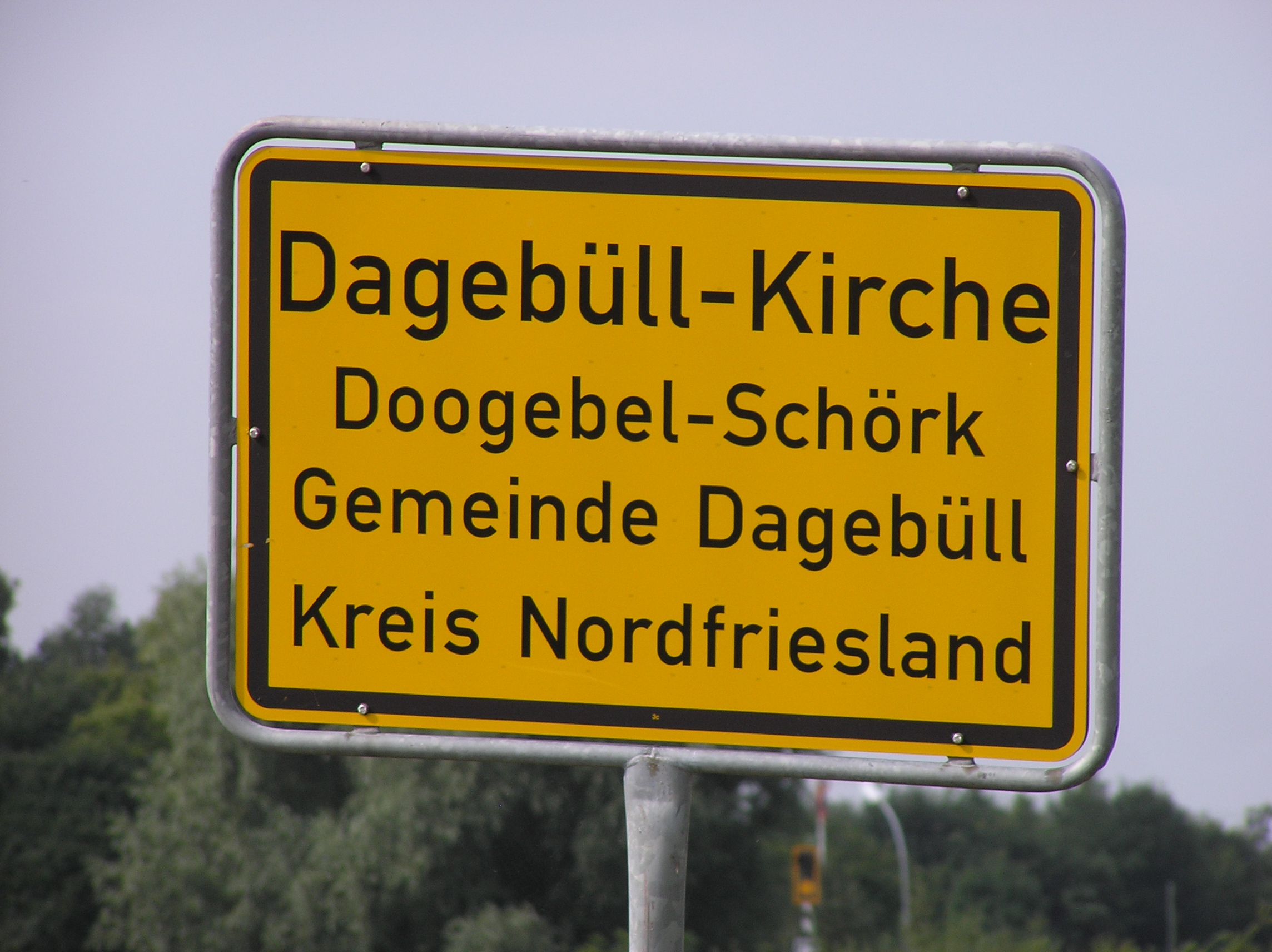
Deutsch-nordfriesische Ortstafel in Dagebüll in Nordfriesland
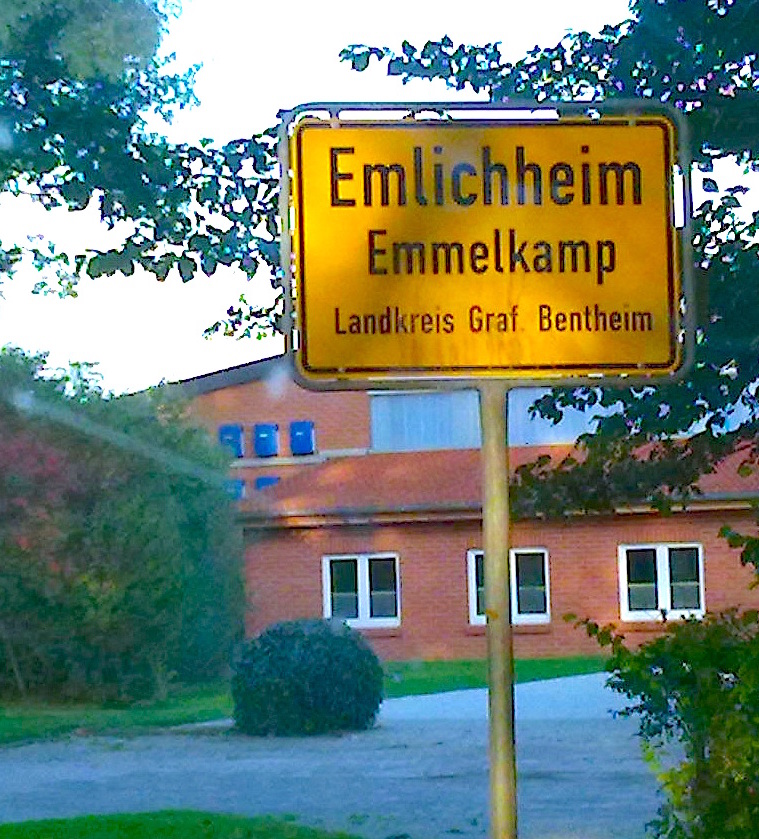
Deutsch-niederdeutsche Ortstafel in Emlichheim (Grafschaft Bentheim)
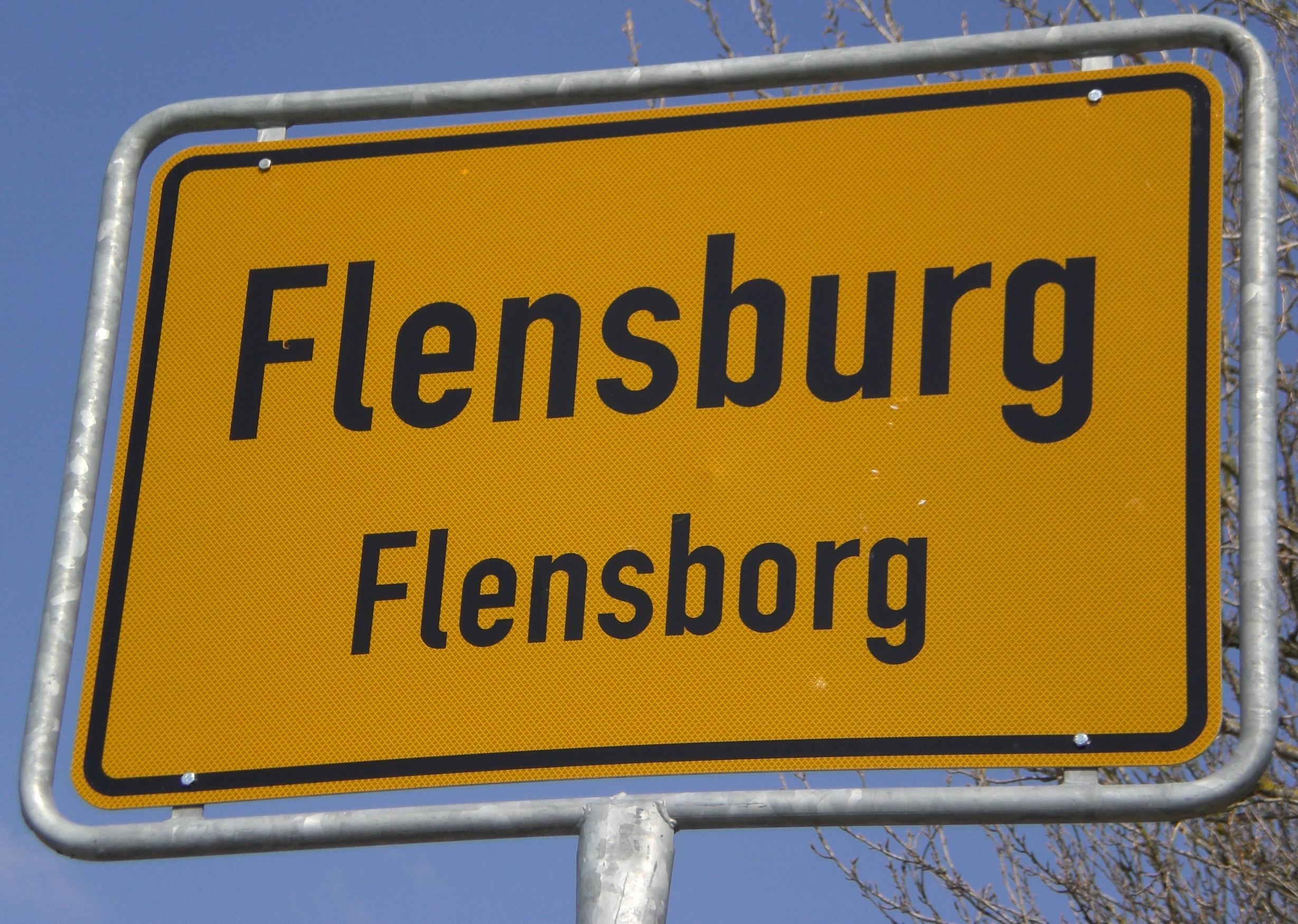
Deutsch-dänische Ortstafel in Flensburg
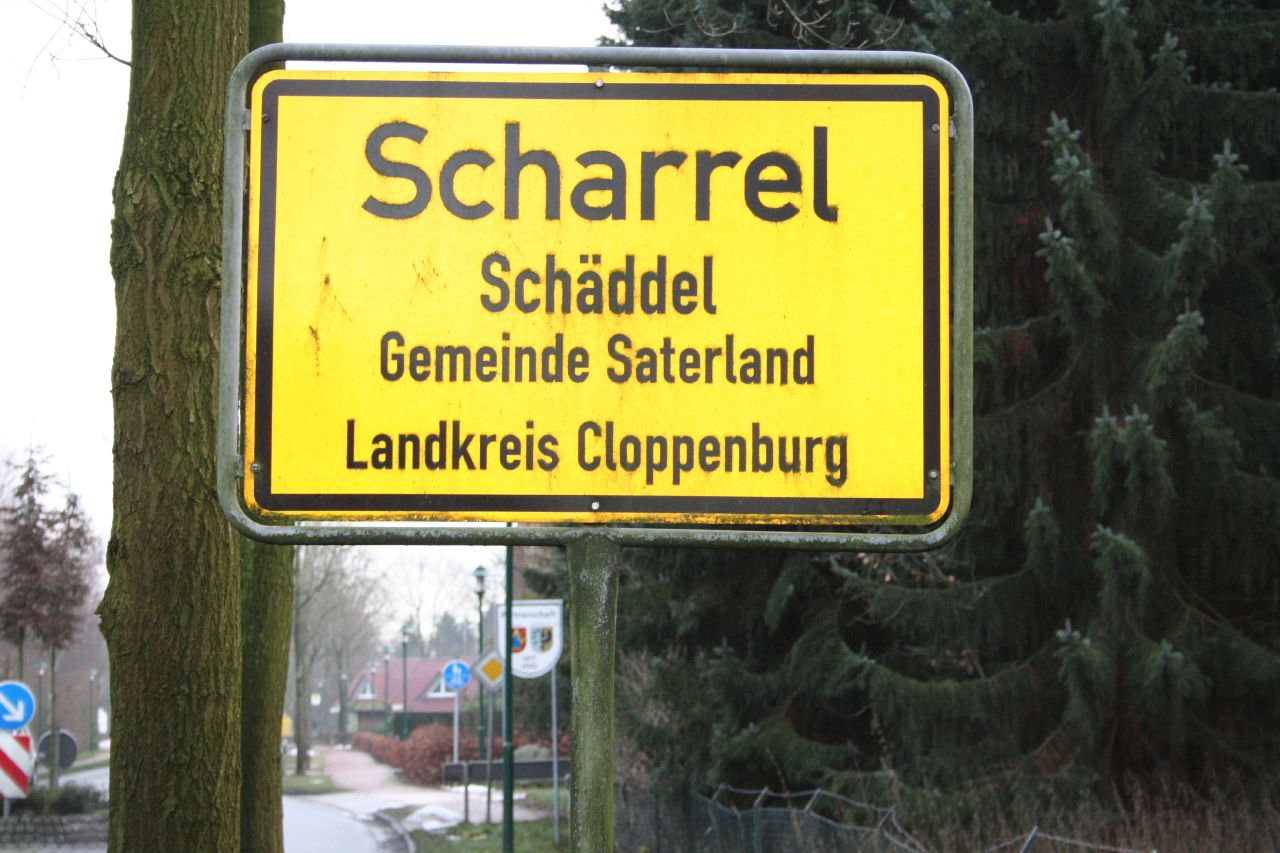
Deutsch-saterfriesische Ortstafel in Scharrel, Gemeinde Saterland
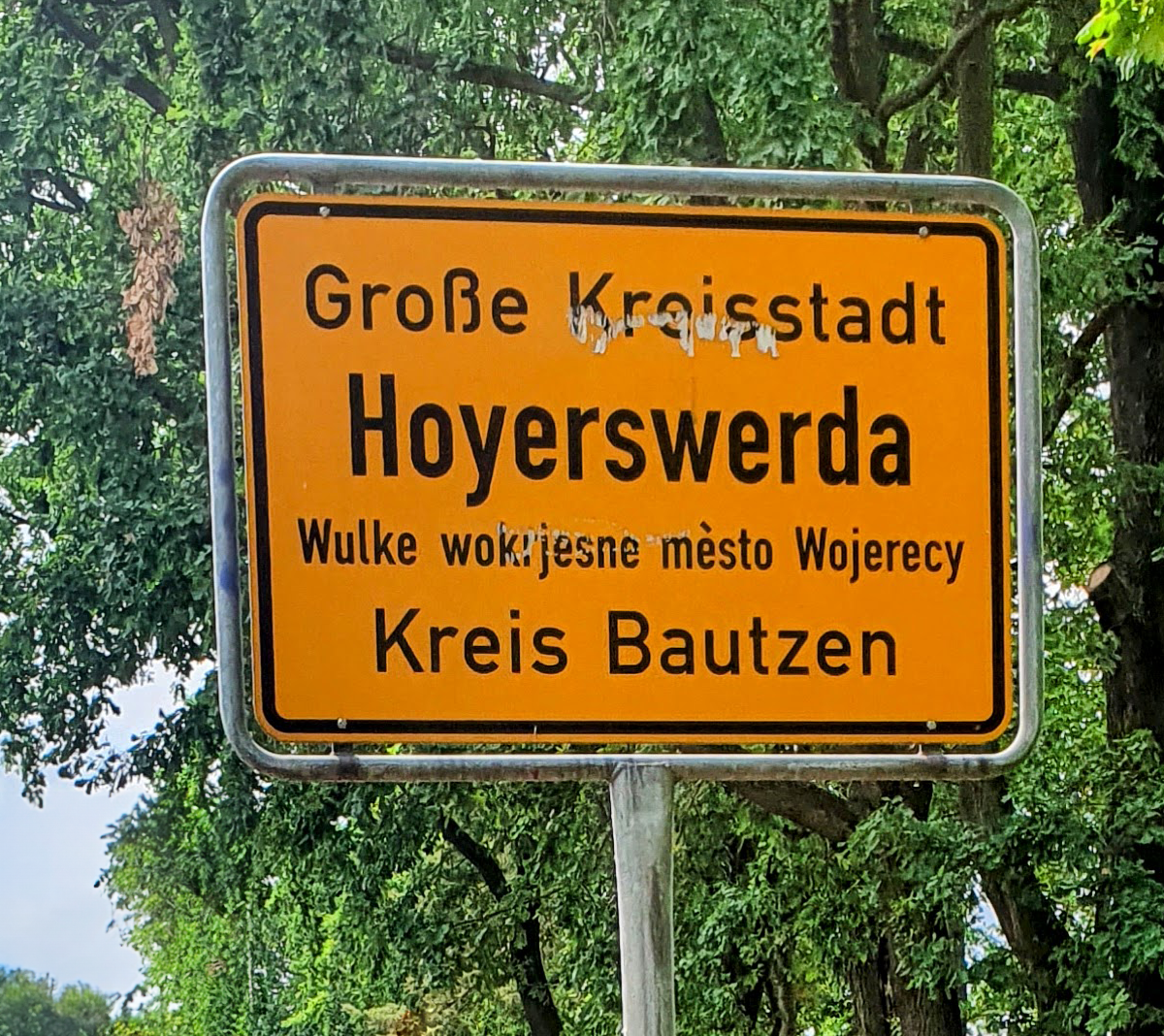
Deutsch-obersorbische Ortstafel von Hoyerswerda mit dem Zusatz „Wulke wokrjesne město“ (Große Kreisstadt)

### Ortshinweistafeln und Ortsteiltafeln

Zeichen 385
Ortshinweistafel

Zeichen 313-50
Ortsteiltafel einzeilig, seit 2017 nicht mehr Teil des Verkehrszeichenkatalogs

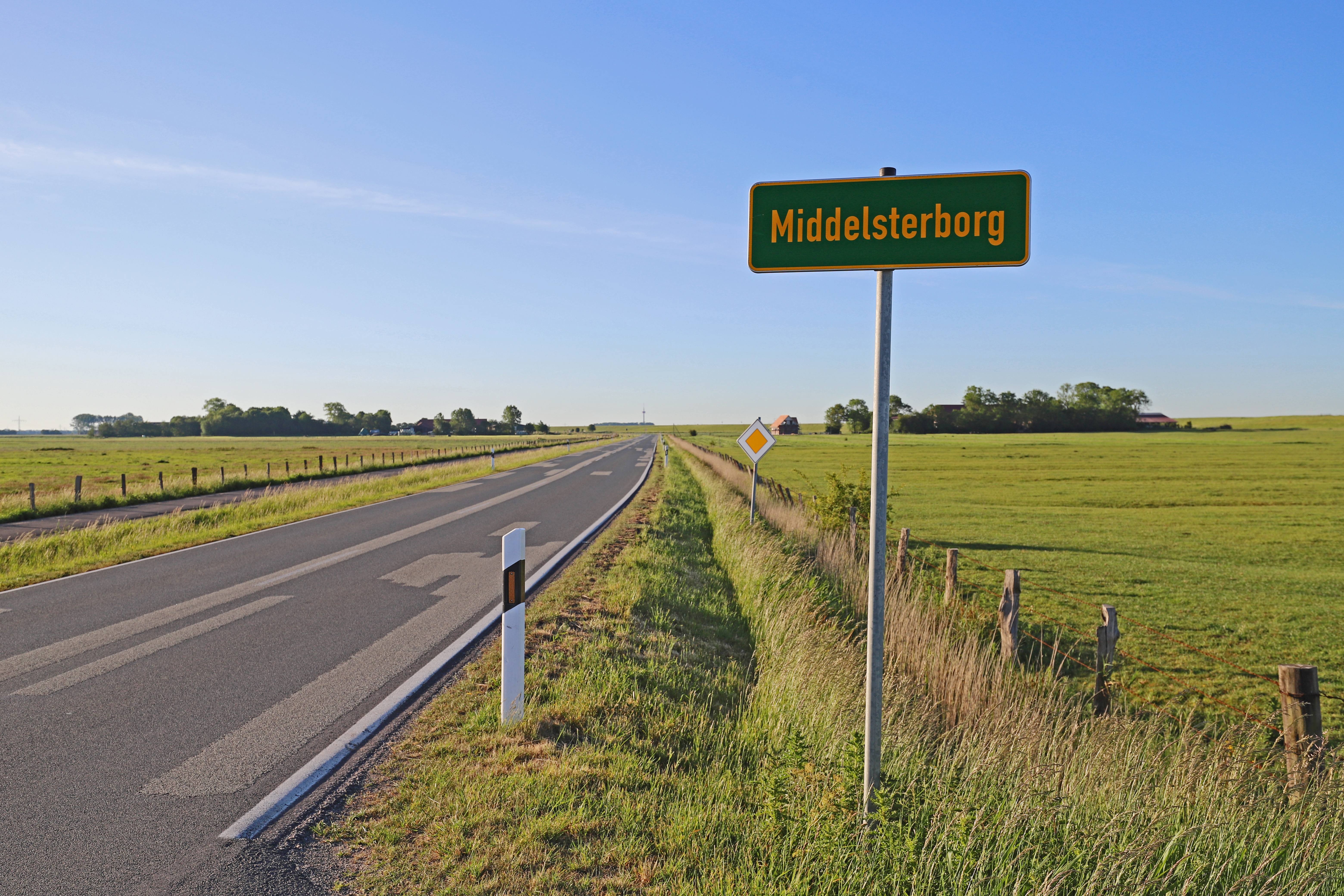
Ortshinweistafel in Ostfriesland mit DIN-Engschrift

Ortshinweistafeln (Zeichen 385 nach Anlage 3 zu § 42 Abs. 2 StVO) sind seit Inkrafttreten der 1970 verkündeten Straßenverkehrs-Ordnung grüne Verkehrszeichen mit gelber Schrift und gelbem Rand. Sie dienen als Richtzeichen der Unterrichtung über die Namen von Ortschaften, die im Bereich einer Durchgangsstraße keine geschlossenen Ortschaften im Sinne der Straßenverkehrs-Ordnung darstellen. Auch Ortshinweistafeln werden in den entsprechenden Regionen zweisprachig ausgeführt.
Neben diesen Ortshinweistafeln waren bis 2017 für die Ausweisung einzelner Stadtteile eigene Tafeln vorgesehen, die in schwarzer Schrift und schwarzer Umrahmung Auskunft gaben. Von diesen gab bzw. gibt es wiederum noch weitere, inoffizielle Varianten: In Hamburg etwa wurden traditionell Stadtteiltafeln mit weißer Schrift auf rotem Grund aufgestellt. In Kassel finden sich Stadtteiltafeln, die zwar schwarze Schrift auf weißem Grund zeigen, jedoch sowohl in Länge und Breite als auch inhaltlich und typographisch („Kassel“ groß in der ersten Zeile, „Bad Wilhelmshöhe“ kleiner darunter) dem Format von Ortstafeln (Zeichen 310) entsprechen.

## Verkehrsregeln
Innerhalb einer geschlossenen Ortschaft gelten besondere Verkehrsregeln, beispielsweise:
- Geschwindigkeitsbeschränkung auf 50 km/h für alle Kraftfahrzeuge (siehe § 3 Abs. 3 Nr. 1 StVO). Durch Zeichen 274 (zum Beispiel ) können abweichend höhere Höchstgeschwindigkeiten zugelassen sein (§ 41 Anlage 2 StVO).
- Freie Fahrstreifenwahl für Kraftfahrzeuge bis zu 3,5 t zulässigem Gesamtgewicht auf Fahrbahnen mit mehr als einem markierten Fahrstreifen in der betreffenden Richtung, außer auf Autobahnen. Das Rechtsfahrgebot ist insoweit aufgehoben und auf dem rechten Fahrstreifen darf schneller als links gefahren werden (siehe § 7 Abs. 3 StVO).
- Parkverbot 5 m vor einem Andreaskreuz (Zeichen 201 ) (siehe § 41 Anlage 2 StVO); demgegenüber außerhalb geschlossener Ortschaften 50 m.
- Verbot des regelmäßigen Parkens mit LKW über 7,5 t zulässiges Gesamtgewicht in reinen und allgemeinen Wohngebieten sowie Kur- und Klinikgebieten (siehe Parkverbotsregelung, § 12 Abs. 3a StVO).
- Beim Parken während der Dunkelheit genügen Parkleuchten (siehe § 17 Abs. 4 StVO).
- Die Absicht des Überholens darf nicht durch Hupe oder Lichthupe angekündigt werden (siehe § 16 Abs. 1 StVO).
- Kein Parkverbot auf Vorfahrtsstraßen (Zeichen 306 ) (§ 42 Anlage 3 StVO).